# Manga pubblicati su Weekly Shōnen Jump
Di seguito sono elencate tutte le serie apparse nella rivista Weekly Shōnen Jump di Shūeisha, a partire dalla sua fondazione nel 1968. La lista, organizzata in decenni, mostra il titolo dell'opera, la prima e l'ultima uscita e il mangaka che l'ha creata.
I manga ancora in corso sono indicati con uno sfondo colorato.

## Anni 1960
| Manga                                                   | Prima uscita | Ultima uscita | Mangaka                        |
| ------------------------------------------------------- | ------------ | ------------- | ------------------------------ |
| Kujira Daigo (くじら大悟?)                              | #01, 1968    | #11, 1968     | Sachio Uemoto                  |
| Chichi no Tamashī (父の魂?)                             | #01, 1968    | #44, 1971     | Hiroshi Kaizuka                |
| Ore wa Kamikaze (おれはカミカゼ?)                       | #04, 1968    | #13, 1969     | Toshio Shōji                   |
| Manga Konto 55-go (漫画コント55号?)                     | #08, 1968    | #30, 1969     | Naoya Kusumoto                 |
| Otoko no Jōken (男の条件?)                              | #10, 1968    | #19, 1969     | Ikki Kajiwara, Noboru Kawasaki |
| Otoko Ippiki Gaki-Taishō (男一匹ガキ大将?)              | #11, 1968    | #13, 1973     | Hiroshi Motomiya               |
| La scuola senza pudore (ハレンチ学園?, Harenchi gakuem) | #11, 1968    | #41, 1972     | Gō Nagai                       |
| Bakuhatsu Yarō (爆発野郎?)                              | #01, 1969    | #14, 1969     | Sachio Uemoto                  |
| Kurohige Tanteichō (黒ひげ探偵長?)                      | #06, 1969    | #19, 1969     | George Akiyama                 |
| Kick-ō Sawamura Senpū (キック王沢村旋風?)               | #07, 1969    | #11, 1969     | Tetsuo Sudō, Kenji Abe         |
| Esper Velocità della Luce (光速エスパー?, Kōsoku Espa)  | #09, 1969    | #30, 1970     | Akira Matsumoto                |
| Twilight Zone (トワイライト・ゾーン?)                   | #11, 1969    | #14, 1969     | Kōtarō Komuro                  |
| Kakumeiji Gebara (革命児ゲバラ?)                        | #14, 1969    | #16, 1969     | Shintarō Miyawagi              |
| Harō! Jurī (ハロー!ジュリー?)                           | #15, 1969    | #07, 1970     | Satoshi Ikezawa                |
| Chōsensha Kēn (挑戦者ケーン?)                           | #15, 1969    | #24, 1969     | Sachio Uemoto                  |
| Katsu Made Nakuna! (勝つまで泣くな!?)                   | #15, 1969    | #19, 1969     | Toshio Shōji                   |
| Moero! Guzumu (燃えろ!グズ六?)                          | #16, 1969    | #18, 1969     | Keiji Nakazawa                 |
| Muhōmatsu no Isshō (無法松の一生?)                      | #17, 1969    | #19, 1969     | Hiroshi Asuna                  |
| Dōdō Yarō (どうどう野郎?)                               | #20, 1969    | #10, 1970     | Noboru Kawasaki                |
| Delorinman (デロリンマン?)                              | #20, 1969    | #39, 1970     | George Akiyama                 |
| Mosa (モサ?)                                            | #20, 1969    | #02-03, 1970  | Tetsuya Chiba                  |
| Akatsuka Gag Shōtaiseki (赤塚ギャグ招待席?)             | #20, 1969    | #06, 1970     | Fujio Akatsuka                 |
| Ore to Omae to Aitsu (おれとおまえとあいつ?)            | #22, 1969    | #12, 1970     | Makoto Ippongi                 |
| Arakkure! (荒っくれ!?)                                  | #25, 1969    | #15, 1970     | Sachio Uemoto                  |
| Otoko Nara Shōri no Uta wo! (男なら勝利の歌を!?)        | #26, 1969    | #04-05, 1970  | Keiji Nakazawa                 |
| Hora Fugi Ichidai (ほらふき一代?)                       | #28, 1969    | #21, 1970     | Kenji Morita                   |

## Anni 1970
| Manga | Prima uscita | Ultima uscita | Mangaka                                            |
| --- | ------------ | ------------- | -------------------------------------------------- |
| Animal Kyūjō (アニマル球場?)                                                                                        | #01, 1970    | #13, 1970     | Haruka Mizuki                                      |
| Nusutto (ヌスット?)                                                                                                 | #04-05, 1970 | #38, 1970     | Bancho Kano                                        |
| Nakajima ki-70 (七〇式戦闘機?)                                                                                      | #04-05, 1970 | #07, 1970     | Haruna Mayuzuki, Fuyuki Fushī                      |
| Kasane (かさね?) | #06, 1970    | #11, 1970     | Ryōichi Ikegami                                    |
| Siberia no Kiba (シベリアの牙?)                                                                                     | #07, 1970    | #16, 1970     | Kōichi Ikenai                                      |
| Ore wa Gebatetsu! (おれはゲバ鉄!?)                                                                                  | #08, 1970    | #33, 1970     | Fujio Akatsuka                                     |
| Totsugeki Ramen (突撃ラーメン?)                                                                                     | #10, 1970    | #22, 1970     | Michiya Mochizuki                                  |
| Worst (ワースト?)                                                                                                   | #11, 1970    | #34, 1971     | Kōtarō Komuro                                      |
| Arashi! San-piki (あらし!三匹?)                                                                                     | #12, 1970    | #14, 1973     | Satoshi Ikezawa                                    |
| Sennen Ōkoku (千年王国?)                                                                                            | #14, 1970    | #43, 1970     | Shigeru Mizuki                                     |
| Namida no Gyakuten Homer (涙の逆転ホーマー?)                                                                        | #16, 1970    | #18 ,1970     | Haruka Mizuki                                      |
| Geppare! Oota-Tōshu (ケッパレ!太田投手?)                                                                            | #18, 1970    | #27, 1970     | Shinobu Natsuki, Shinji Mizushima, Kokichi Ikazaki |
| 1970 Tagiri (1970たぎり?)                                                                                           | #19, 1970    | #35, 1970     | Kae Sawaki, Kenji Nanba                            |
| Issho Nikatsu Ippai (人生二勝一敗?)                                                                                 | #21, 1970    | #13, 1971     | Ikki Kajiwara, Ikeo Ikiri                          |
| Kyūsoku 0.25-Pyō! (球速0.25秒!?)                                                                                    | #21, 1970    | #30, 1970     | Shirō Tōzaki, Haruka Mizuki                        |
| Okinawa (オキナワ?)                                                                                                 | #22, 1970    | #28, 1970     | Keiji Nakazawa                                     |
| Akagami no Ookami (赤毛の狼?)                                                                                       | #26, 1970    | #29, 1970     | Hiroshi Asuna                                      |
| Kajiko (カジコ?) | #29, 1970    | #31, 1970     | Kenji Abe, Yōko Mizuki                             |
| Manga Drifters (漫画ドリフターズ?)                                                                                  | #31, 1970    | #46, 1975     | Arima Eimoto                                       |
| Dokonjō Gaeru (ど根性ガエル?)                                                                                       | #31, 1970    | #24, 1976     | Yasumi Yoshizawa                                   |
| Yoake no Tategami (夜明けのタテガミ?)                                                                               | #33, 1970    | #47, 1970     | Kōichi Ikeuchi                                     |
| Black Pro Fighter Takeru (ブラックプロファイター タケル?)                                                           | #36, 1970    | #45, 1970     | Tarō Bonten                                        |
| Toilet Hakase (トイレット博士?)                                                                                     | #39, 1970    | #14, 1977     | Kazuyoshi Torii                                    |
| Genyaku Seisho (現約聖書?)                                                                                          | #41, 1970    | #23, 1971     | George Akiyama                                     |
| Guts 4 (ガッツ4?)                                                                                                   | #42, 1970    | #46, 1970     | Kai Takizawa, Keiji Yoshitani                      |
| Aitsu! (あいつ!?)                                                                                                   | #46, 1970    | #32, 1971     | Hisao Maki, Itsuo Sakai                            |
| Kirisakareta Seishun (切りさかれた青春?)                                                                            | #47, 1970    | #11, 1971     | Saho Sasazawa, Shirō Kasama                        |
| Ashita wa Tsukameru ka (明日はつかめるか?)                                                                          | #48, 1970    | #07, 1971     | Toru Shinohara                                     |
| Ningen no Jōken (人間の条件?)                                                                                       | #05-06, 1971 | #17, 1971     | Junbei Gomikawa, Kenji Abe                         |
| Ikari no Mound (怒りのマウンド?)                                                                                    | #07, 1971    | #16, 1971     | Shinobu Natsuki, Takashi Mine                      |
| ProWres Sōsamō (プロレス捜査網?)                                                                                    | #08, 1971    | #18, 1971     | Haruna Mizuki                                      |
| Lion Books (ライオンブックスシリーズ?)                                                                              | #13, 1971    | #10, 1973     | Osamu Tezuka                                       |
| Bijōmaru (美女丸?)                                                                                                  | #14, 1971    | #20, 1971     | Zennosuke Tanaka                                   |
| Kīgāru (キーガール?)                                                                                                | #16, 1971    | #35, 1971     | Toru Shinohara                                     |
| Guzumu Kōshinkyoku (グズ六行進曲?)                                                                                  | #18, 1971    | #02, 1972     | Keiji Nakazawa                                     |
| Japasshu (ジャパッシュ?)                                                                                            | #20, 1971    | #44, 1971     | Mikiya Mochizuki                                   |
| 4 Tarō 1 Hime (4タロウ1ヒメ?)                                                                                       | #21, 1971    | #35, 1971     | Yoshimoto Baron                                    |
| Black Eagle (ブラックイーグル?)                                                                                     | #33, 1971    | #36, 1971     | Mirai Sunny, Kenji Abe                             |
| Bara no Sakamichi (ばらの坂道?)                                                                                     | #34, 1971    | #20, 1972     | George Akiyama                                     |
| V no Kuchibue (Vの口笛?)                                                                                            | #35, 1971    | #49, 1971     | Shirō Toozaki, Takumi Nagayasu                     |
| Samurai Giants (侍ジャイアンツ?)                                                                                    | #36, 1971    | #42, 1974     | Ikki Kajiwara, Kō Inoue                            |
| Seishun Saizensen (青春最前線?)                                                                                     | #37, 1971    | #40, 1971     | Norihiro Nakajima                                  |
| Isamu - Sam, il ragazzo del West (荒野の少年イサム?, Kōya no Shōnen Isamu)                                          | #38, 1971    | #02, 1974     | Sōji Yamakawa, Noboru Kawasaki                     |
| Yami no Senshi (闇の戦士?)                                                                                          | #45, 1971    | #07, 1972     | Kōtarō Komuro                                      |
| Zūzūshī Yatsu (ずうずうしい奴?)                                                                                     | #49, 1971    | #07, 1972     | Renzaburō Shibata, Yūichi Sakahara, Itsuo Sakai    |
| Head! Kiba (ヘッド!牙?)                                                                                             | #52, 1971    | #02, 1972     | Mikiya Mochizuki                                   |
| Ore wa Ryū (おれは竜?)                                                                                              | #02, 1972    | #10, 1972     | Yoshimoto Baron                                    |
| Renshō Yaro (連勝野郎?)                                                                                             | #03-04, 1972 | #11, 1972     | Mikio Yoshimori                                    |
| Takekura (武蔵?) | #05, 1972    | #29, 1972     | Hiroshi Motomiya                                   |
| Hop Step (ホップステップ?)                                                                                          | #09, 1972    | #03, 1973     | Yoshinori Takayama                                 |
| Sore Ike Jump de Young Oh! Oh! (それいけジャンプでヤングおー!おー!?)                                                | #10, 1972    | #30, 1974     | Nao Miyanobu                                       |
| Mysterious (ミステリオス?)                                                                                          | #18, 1972    | #38, 1972     | Kōtarō Komuro                                      |
| Shōnen no Kuni (少年の国?)                                                                                          | #19, 1972    | #50, 1972     | Yūichi Sakahara, Goro Sakai                        |
| Kuso Bōzu Guntetsu (クソ坊主ガン鉄?)                                                                                | #26, 1972    | #36, 1972     | Jirō Gyū, Kō Temu                                  |
| The Kicker (ザ・キッカー?)                                                                                          | #32, 1972    | #38, 1972     | Mikiya Mochizuki                                   |
| Astro Kyūdan (アストロ球団?)                                                                                        | #39, 1972    | #26, 1976     | Shirō Toozaki, Norihiro Nakajima                   |
| Moete Hashire! (燃えて走れ!?)                                                                                       | #40, 1972    | #49, 1972     | Kureo Iwagasaki, Motoka Murakami                   |
| Boku no Dōbutsuen Nikki Ueno Dōbutsuen • Nishiyama Toshio Hanseiki (ぼくの動物園日記 上野動物園・西山登志雄半生記?) | #41, 1972    | #01, 1975     | Toshio Nishiyama, Kōichi Iimori                    |
| Mazinga Z (マジンガーZ?)                                                                                            | #42, 1972    | #35, 1973     | Gō Nagai                                           |
| Spike No. 1 (スパイクNo.1?)                                                                                         | #53, 1972    | #12, 1973     | Goro Okatani, Takeru Mitsuaki                      |
| Dream Kamen (ドリーム仮面?)                                                                                         | #02, 1973    | #36, 1973     | Shigeru Nakamoto                                   |
| Auta rekku (アウターレック?)                                                                                        | #08, 1973    | #27, 1973     | Kōtarō Komuro                                      |
| Wa ga tomo wa noraki (わが輩はノラ公?)                                                                              | #14, 1973    | #28, 1973     | Noriko Kikuchi                                     |
| Kisshi (鬼っ子?) | #24, 1973    | #47, 1973     | Satoshi Ikezawa                                    |
| Gen di Hiroshima (はだしのゲン?, Hadashi no Gen)                                                                    | #25, 1973    | #39, 1974     | Keiji Nakazawa                                     |
| Climb Sweeper (クライム・スイーパー?)                                                                               | #26, 1973    | #40, 1973     | Buronson, Goro Sakai                               |
| Play Ball (プレイボール?)                                                                                           | #27, 1973    | #31, 1978     | Akio Chiba                                         |
| Hōchōnin Ajihei (包丁人味平?)                                                                                       | #28, 1973    | #45, 1977     | Jirō Gyū, Jō Biggu                                 |
| Taiyō no shima (太陽の島?)                                                                                          | #36, 1973    | #45, 1973     | Gensu Karatsu, Kō Temu                             |
| Ōbora ichidai (大ぼら一代?)                                                                                         | #37, 1973    | #28, 1975     | Hiroshi Motomiya                                   |
| Hai ni naru shōnen (灰になる少年?)                                                                                  | #39, 1973    | #49, 1973     | George Akiyama                                     |
| Sora no shiro (空の城?)                                                                                             | #46, 1973    | #02, 1974     | Motoka Murakami                                    |
| Onna Darake (女だらけ?)                                                                                             | #47, 1973    | #45, 1975     | Kimio Yanagisawa                                   |
| Kaze! Hana! Tatsu! (風!花!龍!?)                                                                                     | #03, 1974    | #31, 1974     | Satoshi Ikezawa                                    |
| Pink! Punch! Tadashi (ピンク!パンチ!雅?)                                                                            | #04-05, 1974 | #17, 1974     | Buronson, Goro Sakai                               |
| Dohazure Tenkaichi (どはずれ天下一?)                                                                                | #06-07, 1974 | #35, 1974     | George Akiyama                                     |
| Moero! Benten (もえろ!弁天?)                                                                                        | #32, 1974    | #02, 1975     | Nao Miyanobu                                       |
| Yokai Hunter (妖怪ハンター?)                                                                                        | #37, 1974    | #41, 1974     | Daijirō Morohoshi                                  |
| Sukeban Arashi (スケ番あらし?)                                                                                      | #39, 1974    | #42, 1975     | Masami Kurumada                                    |
| Goronbo Isha (ごろんぼ医者?)                                                                                        | #42, 1974    | #51, 1974     | Yoshinori Takayama                                 |
| Honoo no Kyojin (炎の巨人?)                                                                                         | #43, 1974    | #47, 1975     | Shirou Mitsue/Ryoji Ryuzaki                        |
| Tomodachi Gakuen (友だち学園?)                                                                                      | #44, 1974    | #48, 1974     | Saburō Ishikawa                                    |
| Circuit no Ōkami (サーキットの狼?)                                                                                  | #01, 1975    | #32, 1979     | Satoshi Ikezawa                                    |
| Kawaii Gambler (かわいいギャンブラー?)                                                                              | #02, 1975    | #40, 1975     | Kazuyoshi Katsuki                                  |
| Hana Mo Arashi Mo (花も嵐も?)                                                                                       | #03-04, 1975 | #38, 1975     | Ikki Kajiwara, Noboru Kawasaki                     |
| Tora no Racer (虎のレーサー?)                                                                                       | #21, 1975    | #34, 1975     | Motoka Murakami                                    |
| Doberman Detective (ドーベルマン刑事?)                                                                              | #36, 1975    | #48, 1979     | Buronson, Shinji Hiramatsu                         |
| Gakuen Yorozuya (学園よろず屋?)                                                                                     | #40, 1975    | #03-04, 1976  | Yoshinori Takayama                                 |
| Zero no Shirataka (ゼロの白鷹?)                                                                                     | #42, 1975    | #25, 1976     | Hiroshi Motomiya                                   |
| 1• 2 no Ahho!! (1・2のアッホ!!?)                                                                                    | #43, 1975    | #21, 1978     | Kontarō                                            |
| Blue City (ブルーシティー?)                                                                                         | #02, 1976    | #21, 1976     | Yukinobu Hoshino                                   |
| Onsen Boy (温泉ボーイ?)                                                                                             | #03-04, 1976 | #20, 1976     | Kimio Yanagisawa                                   |
| Akutare Kyojin (悪たれ巨人?)                                                                                        | #05-06, 1976 | #09, 1980     | Yoshihiro Takahashi                                |
| Satellite no Niji (サテライトの虹?)                                                                                 | #07, 1976    | #33, 1976     | Kaoru Akimoto, Tadashi Katō                        |
| Ankoku Shinwa - Il mito oscuro (暗黒神話?, Ankoku Shinwa)                                                           | #20, 1976    | #25, 1976     | Daijirō Morohoshi                                  |
| ProWres tai Jūdō (プロレス対柔道?)                                                                                  | #21, 1976    | #26, 1976     | Yasuo Sakurai, Ryōji Ryūzaki                       |
| Hoankan Jō (保安官ジョー?)                                                                                          | #26, 1976    | #37, 1976     | Toshiaki Matsushima, Eijiro Sawamoto               |
| Neppu no Tora (熱風の虎?)                                                                                           | #27, 1976    | #09, 1976     | Motoka Murakami                                    |
| Tōdai Icchokusen (東大一直線?)                                                                                      | #28, 1976    | #45, 1979     | Yoshinori Kobayashi                                |
| Peranmē Holmes (べらんめえホームズ?)                                                                                | #29, 1976    | #43, 1976     | Yasumi Yoshizawa                                   |
| Boronbo-sensei (ボロンボ先生?)                                                                                      | #30, 1976    | #40, 1976     | Wataru Sakawa                                      |
| Condor no Tsubasa (コンドルの翼?)                                                                                   | #31, 1976    | #45, 1976     | Norihiro Nakajima                                  |
| Yon-chome no Kaijin-kun (四丁目の怪人くん?)                                                                         | #34, 1976    | #16, 1977     | Takeshi Matsutani                                  |
| Jitsuroku Kyojin-dai Monogatari (実録巨人軍物語?)                                                                   | #35, 1976    | #52, 1976     | Kensei Yoshida, Ryōji Ryūzaki                      |
| Hokuto no Kishi (北斗の騎士?)                                                                                       | #41, 1976    | #03, 1977     | Shirō Toozaki, Ippei Minami                        |
| Kochira Katsushika-ku Kameari Kōen-mae Hashutsujo (こちら葛飾区亀有公園前派出所?)                                   | #42, 1976    | #34, 2016     | Osamu Akimoto                                      |
| U.F.O. Kari (UFO狩り?)                                                                                              | #01, 1977    | #04, 1977     | Kōsuke Mitsuki                                     |
| Ring ni kakero (リングにかけろ?)                                                                                    | #02, 1977    | #44, 1981     | Masami Kurumada                                    |
| Yami no Tōbōi (闇の逃亡医?)                                                                                         | #07, 1977    | #30, 1977     | Kiyoshi Takayama, Tadashi Katō                     |
| Asatarō-den (朝太郎伝?)                                                                                             | #08, 1977    | #15, 1979     | Norihiro Nakajima                                  |
| Yacchin (やっちん?)                                                                                                 | #15, 1977    | #29, 1977     | Yasumi Yoshizawa                                   |
| Jump Minwa Gekijō (JUMP民話劇場?)                                                                                   | #16, 1977    | #31, 1977     | Jizō Tanuki, Toshi Noma                            |
| Jambo de Gomen Nasutte (ジャンボでごめんなすって?)                                                                  | #21, 1977    | #29, 1977     | Jin Inoue                                          |
| Hole in One (ホールインワン?)                                                                                       | #23, 1977    | #49, 1979     | Takeji Kagami, Tatsuo Kanai                        |
| Shiroi Kairyudo (白い狩人?)                                                                                         | #31, 1977    | #41, 1977     | Shiro Toozaki, Masaharu Kojima                     |
| Yūkari no Moku no Moto de (ユーカリの木のもとで?)                                                                   | #32, 1977    | #42, 1977     | Keiji Nakazawa                                     |
| Big 1 (BIG1?) | #33, 1977    | #52, 1977     | Masatoshi Suzuki                                   |
| Kaiki Manatsu no Yawa (怪奇真夏の夜話?)                                                                             | #35, 1977    | #41, 1977     | Toshi Noma                                         |
| Susume!! Pirates (すすめ!!パイレーツ?)                                                                              | #41, 1977    | #46, 1980     | Hisashi Eguchi                                     |
| Kyojin-tachi no Densetsu (巨人たちの伝説?)                                                                          | #42, 1977    | #48, 1977     | Yukinobu Hoshino                                   |
| Kōshi Ankoku Den (孔子暗黒伝?)                                                                                      | #50, 1977    | #09, 1978     | Daijirō Morohoshi                                  |
| Pinboke Shata (ピンボケ写太?)                                                                                       | #01, 1978    | #29, 1978     | Jō Biggu                                           |
| Kazoku Dōbutsuen (家族動物園?)                                                                                      | #02, 1978    | #13, 1978     | Kōichi Iimori                                      |
| Sawayaka Mantarō (さわやか万太郎?)                                                                                  | #03-04, 1978 | #39, 1979     | Hiroshi Motomiya                                   |
| Keisatsuinu Monogatari Keishichō ・Kanshikika Amano Shigeo Funtōki (警察犬物語 警視庁・鑑識課雨野しげお奮闘記?)     | #21, 1978    | #41, 1979     | Kōsuke Mitsuki, Saburō Ishikawa                    |
| Kaitei Poseidon (怪艇ポセイドン?)                                                                                   | #22, 1978    | #30, 1978     | Takeshi Matsutani                                  |
| Karate Inochi (カラテいのち?)                                                                                       | #30, 1978    | #44, 1978     | Hisao Maki, Takashi Nishioka                       |
| Inoichi Mikoto (命 MIKOTO?)                                                                                         | #31, 1978    | #41, 1978     | Kōtarō Komuro                                      |
| Rock 'n Roll Baseball (ロックンロールベースボール?)                                                                 | #32, 1978    | #42, 1978     | Seidō Takeshi, Kazuo Miyazaki                      |
| Ruse! Ruse!! (ルーズ!ルーズ!!?)                                                                                     | #42, 1978    | #09, 1979     | Kontarō                                            |
| Watari Kyōshi (渡り教師?)                                                                                           | #43, 1978    | #02, 1979     | Yoshinori Takayama, Kenichi Kotani                 |
| Bikubiku Nyanko (びくびくニャンコ?)                                                                                 | #44, 1978    | #01, 1979     | Kazuo Oohei                                        |
| Cobra (コブラ?) | #45, 1978    | #48, 1984     | Buichi Terasawa                                    |
| Studio Help (スタジオHELP?)                                                                                         | #30-04, 1979 | #17, 1979     | Jō Biggu                                           |
| Yasei no Bible (野生のバイブル?)                                                                                    | #05, 1979    | #18, 1979     | Masaharu Kojima                                    |
| Gōshūjin Seishun Nikki Go☆Shoot (剛秀人青春日記 GO☆シュート?)                                                       | #18, 1979    | #20, 1980     | Takeshi Miya                                       |
| Sky Eagle (スカイイーグル?)                                                                                         | #19, 1979    | #30, 1979     | Shirō Toozaki, Yoshikazu Kawajima                  |
| Sasurai Kishidō (さすらい騎士道?)                                                                                   | #20, 1979    | #31, 1979     | Hirotoku Nakajima                                  |
| Shiritsu Gokudō Kōkō (私立極道高校?)                                                                                | #21, 1979    | #11, 1980     | Akira Miyashita                                    |
| Kinnikuman (キン肉マン?)                                                                                            | #22, 1979    | #21, 1987     | Yudetamago                                         |
| Tennis Boy (テニスボーイ?)                                                                                          | #31, 1979    | #09, 1982     | Satoshi Terajima, Kenichi Kotani                   |
| Kurokitaka (黒き鷹?)                                                                                                | #33, 1979    | #42, 1979     | Kontarō                                            |
| Rajikon Sensō (ラジコン戦争?)                                                                                       | #41, 1979    | #09, 1980     | James Takaki, Yoshikazu Kawajima                   |
| Netsukyū Suikoden (熱球水滸伝?)                                                                                     | #42, 1979    | #52, 1979     | Norihiro Nakajima                                  |
| Massugu ga Iku (真直がいく?)                                                                                        | #43, 1979    | #01, 1980     | Mushitarō Kabuto                                   |
| Futari no Dābī (ふたりのダービー?)                                                                                  | #44, 1979    | #18, 1980     | Tsukasa Tanaka                                     |
| Mannenyuki no Mieru Ie (万年雪のみえる家?)                                                                          | #46, 1979    | #17, 1980     | Hiroshi Motomiya                                   |

## Anni 1980
| Manga                                                                                     | Prima uscita | Ultima uscita | Mangaka                               |
| ----------------------------------------------------------------------------------------- | ------------ | ------------- | ------------------------------------- |
| Rikki Typhoon (リッキー台風?)                                                             | #01, 1980    | #31, 1980     | Shinji Hiramatsu                      |
| Izumi-chan Graffiti (いずみちゃんグラフティー?)                                           | #02, 1980    | #40, 1980     | Tatsuo Kanai                          |
| Diamond Star (ダイヤモンドスター?)                                                        | #03-04, 1980 | #22, 1980     | Satoshi Ikezawa                       |
| Dr. Slump (Dr. スランプ?)                                                                 | #05-06, 1980 | #39, 1984     | Akira Toriyama                        |
| Otoko no Tabidachi (男の旅立ち?)                                                          | #19, 1980    | #18, 1981     | Yoshihiro Takahashi                   |
| Deguchi Kyodai Funsenki (出口兄弟奮戦記?)                                                 | #20, 1980    | #32, 1980     | Katsuyuki Edamatsu                    |
| Big Gun (ビッグガン?)                                                                     | #21, 1980    | #30, 1980     | Buronson, Motoki Monda                |
| Super Kyojin (スーパー巨人?)                                                              | #22, 1980    | #39, 1980     | Tsukasa Tanaka, Isshō Kabuki          |
| Yamasaki Ginjiro (山崎銀次郎?)                                                            | #23, 1980    | #16, 1981     | Hiroshi Motomiya                      |
| One Man Army (ワンマンアーミー?)                                                          | #24, 1980    | #33, 1980     | K-San Maekawa                         |
| Showup High School (ショーアップ・ハイスクール?)                                          | #31, 1980    | #41, 1980     | Hitoshi Tanimura                      |
| Aa Ichiro (ああ一郎?)                                                                     | #32, 1980    | #19, 1981     | Kōji Koseki                           |
| Mound no Inazuma (マウンドの稲妻?)                                                        | #33, 1980    | #42, 1980     | Gossēji                               |
| Bōsō Hunter (暴走ハンター?)                                                               | #34, 1980    | #47, 1980     | Kazuhisa Kasai, Ryūji Tsugihara       |
| Geki! Kyoku Toraichika (激!!極虎一家?)                                                    | #35, 1980    | #44, 1982     | Akira Miyashita                       |
| Ōgon no Bantam (黄金のバンタム?)                                                          | #40, 1980    | #02-03, 1981  | Yoshinori Takayama, Norihiro Nakajima |
| Sannen Kimen-gumi (3年奇面組?)                                                            | #41, 1980    | #17, 1982     | Motoei Shinzawa                       |
| Boku-tachi no Sensen (ぼくたちの戦線?)                                                    | #42, 1980    | #46, 1980     | Izumi Aburai                          |
| Bun no Ao Shun! (ブンの青シュン!?)                                                        | #43, 1980    | #52, 1981     | Takeshi Miya                          |
| Mario (マリオ?)                                                                           | #47, 1980    | #08, 1981     | Akira Nakahara, Yasuyuki Kitahara     |
| Kumamotoken (熊元拳?)                                                                     | #04-05, 1981 | #17, 1981     | Jin Nishima                           |
| Hinomaru Gekijō (ひのまる劇場?)                                                           | #06, 1981    | #29, 1981     | Hisashi Eguchi                        |
| Forever Kamiko-kun (フォーエバー神児くん?)                                                | #17, 1981    | #46, 1981     | Tsuyuki Edamatsuka                    |
| Captain Tsubasa (キャプテン翼?)                                                           | #18, 1981    | #22, 1988     | Yōichi Takahashi                      |
| Fine Play (ファインプレー?)                                                               | #19, 1981    | #28, 1981     | Geki Fujimori, Masato Yamaguchi       |
| Makenshi (魔剣士?)                                                                        | #20, 1981    | #32, 1981     | Sachio Umemoto, Motoki Monma          |
| Rock 'n Roll Monogatari (ロックンロール物語?)                                             | #21, 1981    | #30, 1981     | Makoto Nakahara, Kazuhira Minami      |
| Guts Try (ガッツトライ?)                                                                  | #29, 1981    | #38, 1981     | Tsukasa Tanaka                        |
| Super Police (スーパーポリス?)                                                            | #30, 1981    | #40, 1981     | Hitoshi Tanimura                      |
| Kaidō Racer GO (街道レーサーGO?)                                                          | #31, 1981    | #53, 1981     | Satoshi Ikezawa                       |
| Shaka no Musuko (シャカの息子?)                                                           | #32, 1981    | #50, 1981     | George Akamiya                        |
| Gal ga Rival (ギャルがライバル?)                                                          | #33, 1981    | #18, 1982     | K-San Maekawa                         |
| Aozora Fishing (青空フィッシング?)                                                        | #34, 1981    | #24, 1982     | Hiroichi Fuse, Yoshihiro Takahashi    |
| Kōshien no Ōkami (甲子園の狼?)                                                            | #36, 1981    | #39, 1981     | Ryōji Ryūzaki                         |
| Cat's Eye (キャッツ♥アイ?)                                                                | #40, 1981    | #44, 1984     | Tsukasa Hōjō                          |
| Stop!! Hibari-kun! (ストップ!! ひばりくん!?)                                              | #45, 1981    | #51, 1983     | Hisashi Eguchi                        |
| Black Angels (ブラック・エンジェルズ?)                                                    | #46, 1981    | #23, 1985     | Shinji Hiramatsu                      |
| Ikaros no Ken (イカロスの拳?)                                                             | #47, 1981    | #05, 1982     | Keiji Natsume                         |
| Commander 0 (コマンダー0?)                                                                | #53, 1981    | #16, 1982     | Jun Tomizawa                          |
| Scram (スクラム?)                                                                         | #01-02, 1982 | #13, 1982     | Kōji Koseki                           |
| Gomen Kudasai!! Alligator (ごめんください!! アリゲーター?)                                | #01-02, 1982 | #05, 1982     | Hiroshi Aro                           |
| Fuma no Kojirō (風魔の小次郎?)                                                            | #03-04, 1982 | #49, 1983     | Masami Kurumada                       |
| Kick Off (キックオフ?)                                                                    | #05, 1982    | #50, 1983     | Taku Chiba                            |
| High School! Kimengumi (ハイスクール!奇面組?)                                             | #18, 1982    | #30, 1987     | Motoei Shinzawa                       |
| The Fighter (THEファイター?)                                                              | #18, 1982    | #31, 1982     | Toshio Taniue                         |
| Yoroshiku Haruichiban (よろしく春一番?)                                                   | #19, 1982    | #30, 1982     | Norihiro Nakajima                     |
| Cosmos End (コスモスエンド?)                                                              | #20, 1982    | #32, 1982     | Kasahara Tom                          |
| Wing Shot (ウイニングショット?)                                                           | #21, 1982    | #43, 1982     | Kenichi Kotani                        |
| Omisore! Toloburijō (おみそれ!トラぶりっ娘?)                                              | #26, 1982    | #35, 1982     | Hiroshi Aro                           |
| Yabure Kabure (やぶれかぶれ?)                                                             | #31, 1982    | #08, 1983     | Hiroshi Motomiya                      |
| Nobu ga Yuku (野武がゆく?)                                                                | #32, 1982    | #42, 1982     | Motoki Monda                          |
| Jun                                                                                       | #33, 1982    | #42, 1982     | Hiromi Morishita                      |
| Shō to Daichi (翔と大地?)                                                                 | #34, 1982    | #14, 1983     | Yoshihiro Takahashi                   |
| Umi no Senshi (海の戦士?)                                                                 | #43, 1982    | #52, 1982     | Tetsuya Saruwatari                    |
| Yoroshiku Mechadoc (よろしくメカドック?)                                                  | #44, 1982    | #13, 1985     | Ryuji Tsugihara                       |
| Tetsu no Don Quixote (鉄のドンキホーテ?)                                                  | #45, 1982    | #03, 1983     | Tetsuo Hara                           |
| Mekkin Butai (滅菌部隊?)                                                                  | #46, 1982    | #50, 1982     | Kiichiro Tomosu                       |
| Hassaitai wo Nuke (破砕帯をぬけ?)                                                         | #51, 1982    | #05-06, 1983  | Kazuhito Yumi                         |
| Scandoll (スキャンドール?)                                                                | #03, 1983    | #39, 1983     | Kenichi Kotani                        |
| Aa! Bishamon Kōkō (嗚呼!!毘沙門高校?)                                                     | #04, 1983    | #25, 1983     | Akira Miyashita                       |
| Wingman (ウイングマン?)                                                                   | #05-06, 1983 | #39, 1985     | Masakazu Katsura                      |
| Can☆Can Every Day (CAN☆キャンえぶりでい?)                                                 | #15, 1983    | #26, 1983     | Hisuwashi                             |
| Mad Dog (マッドドッグ?)                                                                   | #22, 1983    | #31, 1983     | Buronson, Kei Takazawa                |
| Shape Up Ran (シェイプアップ乱?)                                                          | #26, 1983    | #01-02, 1986  | Masaya Tokuhiro                       |
| Tenchi wo Kurau (天地を喰らう?)                                                           | #27, 1983    | #38, 1984     | Hiroshi Motomiya                      |
| Albatross Tonda (アルバトロス飛んだ?)                                                     | #32, 1983    | #42, 1983     | Akira Nakahara, Motoki Monda          |
| Ken il guerriero (北斗の拳?, Hokuto no Ken)                                               | #41, 1983    | #35, 1988     | Buronson, Tetsuo Hara                 |
| Magical B.T. (魔少年ビーティー?, Mashōnen B.T.)                                           | #42, 1983    | #51, 1983     | Hirohiko Araki                        |
| Ashita Tenpei (あした天兵?)                                                               | #43, 1983    | #14, 1984     | Jūzō Yamasaki, Hideaki Hataji         |
| Ginga: Nagareboshi Gin (銀牙 -流れ星 銀-?)                                                | #50, 1983    | #13, 1987     | Yoshihiro Takahashi                   |
| Kikai Senshi Girufā (機械戦士ギルファー?)                                                 | #51, 1983    | #13, 1984     | Motohiro Nishio, Kōji Maki            |
| Bogī The Great (ボギー THE GREAT?)                                                        | #52, 1983    | #30, 1984     | Akira Miyashita                       |
| Mr. Whitey (Mr.ホワイティ?)                                                               | #14, 1984    | #23, 1984     | Ken Kitashiba, Tetsuya Saruwatari     |
| Orange☆Road (きまぐれオレンジ☆ロード?, Kimagure Orange☆Road)                              | #15, 1984    | #42, 1987     | Izumi Matsumoto                       |
| Tottemo Shōnen Kantenkai (とっても少年探検隊?)                                            | #20, 1984    | #27, 1984     | Hiroshi Aro                           |
| Kid                                                                                       | #22, 1984    | #40, 1984     | Kenichi Kotani                        |
| Killer Boy (キラーBOY?)                                                                   | #28, 1984    | #43, 1984     | Masatori Usune                        |
| Otoko zaka (男坂?)                                                                        | #32, 1984    | #12, 1985     | Masami Kurumada                       |
| Ama Gonzui (海人ゴンズイ?)                                                                | #40, 1984    | #50, 1984     | George Akiyama                        |
| Gakuen Jōbōbu H.I.P. (ガクエン情報部H.I.P.?)                                              | #44, 1984    | #22, 1985     | Jun Tomizawa                          |
| Baoh (バオー来訪者?, Baō Raihōsha)                                                        | #45, 1984    | #11, 1985     | Hirohiko Araki                        |
| Dragon Ball                                                                               | #51, 1984    | #25, 1995     | Akira Toriyama                        |
| Bakudan (ばくだん?)                                                                       | #52, 1984    | #30, 1985     | Hiroshi Motomiya                      |
| Mister Lion (ミスターライオン?)                                                           | #12, 1985    | #21, 1985     | Shinobu Ōnishi                        |
| City Hunter                                                                               | #13, 1985    | #50, 1991     | Tsukasa Hōjō                          |
| Tsuide ni Tonchinkan (ついでにとんちんかん?)                                              | #14, 1985    | #22, 1989     | Koichi Endo                           |
| Classe di ferro (魁!!男塾?, Sakigake!! Otokojuku)                                         | #22, 1985    | #35, 1991     | Akira Miyashita                       |
| Sumomo (すもも SUMOMO?)                                                                   | #23, 1985    | #32, 1985     | Shun Amanuma                          |
| Tobu Kyōshitsu (飛ぶ教室?)                                                                | #24, 1985    | #38, 1985     | Tsutomu Hiramatsu                     |
| Black Knight Bat (BLACK KNIGHT バット?)                                                   | #31, 1985    | #40, 1985     | Buichi Terasawa                       |
| Just Ace (ジャストACE?)                                                                   | #32, 1985    | #41, 1985     | Hiroki Inoue                          |
| Wolf ni Kiss (ウルフにKISS?)                                                              | #39, 1985    | #51, 1985     | Hiro Terashima, Kenichi Kotani        |
| Surely!! (ショーリ!!?)                                                                    | #40, 1985    | #52, 1985     | Taku Chiba                            |
| Road Runner (ロードランナー ROAD RUNNER?)                                                 | #41, 1985    | #12, 1986     | Ryūji Tsugihara                       |
| Love and Fire (ラブ&ファイヤー?)                                                          | #51, 1985    | #13, 1986     | Shinji Hiramatsu                      |
| Chōkidōin Vander (超機動員ヴァンダー?)                                                    | #52, 1985    | #21, 1986     | Masakazu Katsura                      |
| Saint Seiya - I Cavalieri dello Zodiaco (聖闘士星矢?, Saint Seiya)                        | #01-02, 1986 | #49, 1990     | Masami Kurumada                       |
| Uwasa no Boy (うわさのBOY?)                                                               | #03-04, 1986 | #22, 1986     | Nonki Miyasu                          |
| Sekiryūō (赤龍王?)                                                                        | #13, 1986    | #12, 1987     | Hiroshi Motomiya                      |
| Animal Kenshi (アニマル拳士?)                                                             | #14, 1986    | #23, 1986     | Shōichi Yagihashi                     |
| Tāheruana Atsuko (ターヘルアナ富子?)                                                      | #22, 1986    | #36, 1986     | Masaya Tokuhiro                       |
| Hanattare Boogie (はなったれBoogie?)                                                      | #23, 1986    | #31, 1986     | Makoto Isshiki                        |
| Metal K (メタルK?)                                                                        | #24, 1986    | #33, 1986     | Kōji Maki                             |
| Sasuke Ninden (サスケ忍伝?)                                                               | #32, 1986    | #41, 1986     | Yoshihiro Kuroiwa                     |
| Sora no Canvas (空のキャンバス?)                                                          | #33, 1986    | #41, 1987     | Shinji Imaizumi                       |
| Hustle Kenpō Tsuyoshi (ハッスル拳法つよし?)                                               | #37, 1986    | #46, 1986     | Tsutoshi Hiramatsu                    |
| Kuon... (くおん…?)                                                                        | #42, 1986    | #52, 1986     | Hiroyuki Kawashima                    |
| Kenritsu Umisora Kōkō Yakyū Buin Yamashita Tarō-kun (県立海空高校野球部員山下たろーくん?) | #44, 1986    | #32, 1990     | Kōji Koseki                           |
| Kirara (キララ?)                                                                          | #47, 1986    | #11, 1987     | Shinji Hiramatsu                      |
| Akaten Kyōshi Nashimoto Kotetsu (アカテン教師梨本小鉄?)                                   | #52, 1986    | #31, 1987     | Keiichi Kasui                         |
| Le bizzarre avventure di JoJo (ジョジョの奇妙な冒険?, JoJo no kimyō na bōken)             | #01-02, 1987 | #17, 2003     | Hirohiko Araki                        |
| Star Bakuhatsu (スタア爆発?)                                                              | #03-04, 1987 | #22, 1987     | Hideaki Hataji                        |
| Pankra Boy                                                                                | #13, 1987    | #23, 1987     | Jun Tomizawa                          |
| Majinryū Barion (魔神竜バリオン?)                                                         | #22, 1987    | #32, 1987     | Yoshihiro Kuroiwa                     |
| Moeru! Oniisan (燃える!お兄さん?)                                                         | #23, 1987    | #34, 1991     | Tadashi Satō                          |
| God Sider (ゴッドサイダー?)                                                               | #24, 1987    | #51, 1988     | Kōji Maki                             |
| Tokubetsu Kōtsū Kidōtai Super Patrol (特別交通機動隊 SUPER PATROL?)                       | #32, 1987    | #46, 1987     | Ryūji Tsugihara                       |
| Present from Lemon (プレゼント・フロム LEMON?)                                            | #33, 1987    | #51, 1987     | Masakazu Katsura                      |
| Yūrei Kozō ga Yatte Kita! (ゆうれい小僧がやってきた!?)                                    | #34, 1987    | #24, 1988     | Yudetamago                            |
| The Momotaroh                                                                             | #42, 1987    | #52, 1989     | Makoto Niwano                         |
| No Side (ノーサイド?)                                                                     | #43, 1987    | #01-02, 1988  | Taku Chiba                            |
| Otoboke Nako-sensei (おとぼけ茄子先生?)                                                   | #44, 1987    | #14, 1988     | Yutaka Takaki                         |
| Hard Luck (ハードラック?)                                                                 | #52, 1987    | #12, 1988     | Takashi Kisaki                        |
| Cosmos Striker (コスモスストライカー?)                                                    | #01-02, 1988 | #15, 1988     | Kenichi Tanaka, Shingo Todate         |
| Bastard!! (BASTARD!! -暗黒の破壊神-?, Bastard!! -Ankoku no Hakaishin-)                    | #14, 1988    | #36, 1989     | Kazushi Hagiwara                      |
| Jungle King Tar-chan ♡ (ジャングルの王者ターちゃん♡?)                                     | #15, 1988    | #26, 1990     | Masaya Tokuhiro                       |
| Kami-sama wa Southpaw (神様はサウスポー?)                                                 | #22, 1988    | #31, 1990     | Shinji Imaizumi                       |
| Hengen Sennin Asuka♡ (変幻戦忍アスカ♡?)                                                   | #23, 1988    | #40, 1988     | Yoshihiro Kuroiwa                     |
| Niji no Runner (虹のランナー?)                                                            | #24, 1988    | #36, 1988     | Taku Chiba                            |
| Rokudenashi Blues (ろくでなしBLUES?)                                                      | #25, 1988    | #10, 1997     | Masanori Morita                       |
| Kachū no Senshi: Masatake (-甲冑の戦士-雅武?)                                             | #35, 1988    | #50, 1988     | Yoshihiro Takahashi                   |
| Matte! Sailor-fuku Knight (舞って!セーラー服騎士?)                                        | #36, 1988    | #47, 1988     | Teruto Arika                          |
| Sho no Densetsu (翔の伝説?)                                                               | #39, 1988    | #13, 1989     | Yōichi Takahashi                      |
| Magical☆Tarurūto-kun (まじかる☆タルるートくん?)                                           | #49, 1988    | #40, 1992     | Tatsuya Egawa                         |
| Boku ga Shitakata-kun (ボクはしたたか君?)                                                 | #50, 1988    | #18, 1990     | Motoei Shinzawa                       |
| Kyōryū Daikikō (恐竜大紀行?)                                                              | #51, 1988    | #12, 1989     | Daimurō Kishi                         |
| Cyber Blue (CYBERブルー?)                                                                 | #52, 1988    | #39, 1989     | BOB, Takaichi Mitsui, Tetsuo Hara     |
| Super Machine Run (スーパーマシンRUN?)                                                    | #13, 1989    | #23, 1989     | Akira Watanabe                        |
| The Edge (THE EDGE ジ・エッジ?)                                                           | #14, 1989    | #29, 1989     | Katsuyasu Nagasawa                    |
| Cybernonno G (CYBORGじいちゃんG?, Cyborg Jīchan G)                                        | #22, 1989    | #52, 1989     | Shige Hijikata                        |
| Hayato 18-ban Shōbu (隼人18番勝負?)                                                       | #23, 1989    | #39, 1989     | Ryūji Tsugihara                       |
| Scrap Santaro (SCRAP三太夫?)                                                              | #24, 1989    | #40, 1989     | Yudetamago                            |
| Ten de Shōwaru Cupid (てんで性悪キューピッド?)                                            | #32, 1989    | #13, 1990     | Yoshihiro Togashi                     |
| Chameleon Jail (カメレオンジェイル?)                                                      | #33, 1989    | #44, 1989     | Kazuhiko Watanabe, Takehiko Nariai    |
| Kenkaku Shibui Kakinosuke (剣客 渋井柿之介?)                                              | #37, 1989    | #47, 1989     | Yutaka Takahashi                      |
| The Green Eyes (ザ・グリーンアイズ?)                                                      | #40, 1989    | #10, 1990     | Kōji Maki                             |
| Tobikkiri (とびっきり!?)                                                                  | #41, 1989    | #23, 1990     | Takashi Kisaki                        |
| Dragon Quest -Dai no Daibōken- (DRAGON QUEST -ダイの大冒険-?)                             | #45, 1989    | #52, 1996     | Riku Sanjo, Yuuji Horii, Kôji Inada   |
| Video Girl Ai (電影少女?, Den'ei Shojo)                                                   | #51, 1989    | #31, 1992     | Masakazu Katsura                      |
| AT Lady! (AT Lady! (オートマティック・レディ)?)                                           | #52, 1989    | #11, 1990     | Takeshi Nomura                        |

## Anni 1990
| Manga | Prima uscita | Ultima uscita | Mangaka                                              |
| --- | ------------ | ------------- | ---------------------------------------------------- |
| Ace! (エース!?)                                                                                                 | #01-02, 1990 | #26, 1991     | Yōichi Takahashi                                     |
| Keiji il magnifico (花の慶次 ―雲のかなたに?, ―Hana no Keiji -Kumo no Kanata ni-)                                | #13, 1990    | #33, 1993     | Keiichiro Ryu, Tetsuo Hara, Aso Mio                  |
| Hikaru! Chachacha!! (ひかる!チャチャチャッ!!?)                                                                  | #14, 1990    | #25, 1991     | Kenji Minomo                                         |
| Sakenomi☆Dōji (酒呑☆ドージ?)                                                                                    | #15, 1990    | #30, 1990     | Isao Umezawa                                         |
| Crisis Diver (クライシスダイバー?)                                                                              | #26, 1990    | #37, 1990     | Shingo Todate, Kō Nimaiya                            |
| Shin Jungle King Tar-chan ♡ (新ジャングルの王者ターちゃん♡?)                                                    | #27, 1990    | #18, 1995     | Masaya Tokuhiro                                      |
| GP Boy | #31, 1990    | #47, 1990     | Kunihiko Akai, Hirohisa Onikubo                      |
| Fushigi Hunter (不思議ハンター?)                                                                                | #32, 1990    | #48, 1990     | Yukihiro Izuka, Yoshihiro Kuroiwa                    |
| Kickboxer Mamoru (蹴撃手マモル?)                                                                                | #33, 1990    | #13, 1991     | Yudetamago                                           |
| Metal Fish | #41, 1990    | #01-02, 1991  | Masaru Miyazaki, Nobutoshi Ejinara                   |
| Slam Dunk | #42, 1990    | #27, 1996     | Takehiko Inoue                                       |
| Chinyuki: Taro to yukaina nakama-tachi (珍遊記 -太郎とゆかいな仲間たち-?)                                       | #49, 1990    | #13, 1992     | Man☆gataro                                           |
| Dengyan -Nanpō Kumagusu-den- (てんぎゃん -南方熊楠伝-?)                                                         | #50, 1990    | #10, 1991     | Daimurō Kishi                                        |
| Yu degli spettri (幽☆遊☆白書?, Yū☆Yū☆Hakushō)                                                                   | #51, 1990    | #32, 1994     | Yoshihiro Togashi                                    |
| Chokidō Bōhatsu Shūkyū Yarō Riboro no Takeda (超機動暴発蹴球野郎 リベロの武田?)                                 | #13, 1991    | #50, 1992     | Makoto Niwano                                        |
| Outer Zone (アウターゾーン?)                                                                                    | #14, 1991    | #15, 1994     | Shin Mitsuhara                                       |
| Pennant Race: Yamada Taiichi no Kiseki (ペナントレース やまだたいちの奇蹟?)                                     | #25, 1991    | #03-04, 1994  | Kōji Koseki                                          |
| Time Walker Rei (タイムウォーカー零?)                                                                           | #26, 1991    | #48, 1991     | Yūki Hidaka                                          |
| Don Vulcan -Seinaru Otoko no Densetsu- (ドン・ボルガン -聖なる男の伝説-?)                                       | #27, 1991    | #38, 1991     | Ryūji Tsugihara                                      |
| F no Senkō -Ailton Sena no Chōsen- (Fの閃光 -アイルトン・セナの挑戦-?)                                          | #35, 1991    | #51, 1991     | Kōyū Nishimura, Katsuyasu Nagasawa, Hirohisa Onikubo |
| Ten Yori Takaku! (天より高く!?)                                                                                 | #40, 1991    | #08, 1992     | Yūko Asami                                           |
| Tengai-kun no Kareinaru Nayami (天外君の華麗なる悩み?)                                                          | #41, 1991    | #06, 1992     | Makura Shou                                          |
| Tennenshoku Danji Buray (天然色男児BURAY?)                                                                      | #50, 1991    | #12, 1992     | Kazumasa Takahashi                                   |
| Majin Bōkentan Lamp Lamp (魔神冒険譚 ランプ・ランプ?)                                                           | #52, 1991    | #25, 1992     | Fujinobu Izumi, Takeshi Obata                        |
| Change Up!! (チェンジUP!!?)                                                                                     | #12, 1992    | #33, 1992     | Shinji Imaizumi                                      |
| Monmonmon (モンモンモン?)                                                                                       | #13, 1992    | #50, 1993     | Tsunomaru                                            |
| Yagyū Reppuken Ren'ya (柳生烈風剣連也?)                                                                         | #14, 1992    | #24, 1992     | Takashi Noguchi                                      |
| Bakuhatsu! Uchū Kuma-san Tāta Bear & Kikuchiyo-kun (爆発!宇宙クマさんタータ・ベア&菊千代くん?)                  | #18, 1992    | #39, 1992     | Tadashi Satō                                         |
| Rashomon no Kazoku (瑪羅門の家族?)                                                                              | #25, 1992    | #12, 1993     | Akira Miyashita                                      |
| Hareluya | #26, 1992    | #35, 1992     | Haruto Umezawa                                       |
| Bon-Bon Slope High School Drama Club (ボンボン坂高校演劇部?)                                                    | #34, 1992    | #30, 1995     | Yutaka Takahashi                                     |
| Silent Knight Shō (SILENT KNIGHT翔?)                                                                            | #35, 1992    | #48, 1992     | Masami Kurumada                                      |
| Ōzumo Keiji (大相撲刑事?)                                                                                       | #40, 1992    | #49, 1992     | Tarō Gachon                                          |
| Chibi (CHIBI-チビ-?)                                                                                            | #41, 1992    | #45, 1993     | Yōichi Takahashi                                     |
| Kyūkoku!! Hentai Kamen (究極!!変態仮面?)                                                                        | #42, 1992    | #46, 1993     | Yoshichika Ando                                      |
| BØY (BØY -ボーイ-?)                                                                                             | #50, 1992    | #09, 1999     | Haruto Umezawa                                       |
| Psycho+ | #51, 1992    | #11, 1993     | Ryu Fujisaki                                         |
| Rikito Densetsu -Oni wo Tsugu Mono- (力人伝説 -鬼を継ぐ者-?)                                                    | #52, 1992    | #23, 1993     | Masaru Miyazaki, Takeshi Obata                       |
| Faiasuno no Kaze (ファイアスノーの風?)                                                                          | #13, 1993    | #24, 1993     | Hideaki Matsune                                      |
| Genshoku Chōjin Paintman (原色超人PAINTMAN?)                                                                    | #14, 1993    | #25, 1993     | Fumihiko Ōta                                         |
| Vice (VICE -ヴァイス-?)                                                                                         | #25, 1993    | #34, 1993     | Yoshihiro Yanagawa                                   |
| Ninku (NINKU -忍空-?)                                                                                           | #26, 1993    | #38, 1994     | Koji Kiriyama                                        |
| Tra i Raggi del Sole (こもれ陽の下で…?, Komorebi no Shita de...)                                                | #31, 1993    | #05-06, 1994  | Tsukasa Hōjō                                         |
| Tottemo! Luckyman (とっても!ラッキーマン?)                                                                      | #35, 1993    | #30, 1997     | Hiroshi Gamō                                         |
| DNA² (D・N・A² 〜何処かで失くしたあいつのアイツ〜?, D·N·A² ~Dokokade Nakushita Aitsuno Aitsu~)                  | #36-37, 1993 | #29, 1994     | Masakazu Katsura                                     |
| Jigoku sensei Nūbē (地獄先生ぬ～べ～?)                                                                          | #38, 1993    | #24, 1999     | Makura Shou, Takeshi Okano                           |
| Neural Network Melinda♡Fight (ニューラル ネットワーク ミリンダ♡ファイト?)                                       | #47, 1993    | #07, 1994     | Tadashi Satō                                         |
| Chōdokyū Senshi Justice (超弩級戦士ジャスティス?)                                                               | #48, 1993    | #11, 1994     | Kazutoshi Yamane                                     |
| Kurayami wo Buttobase! (暗闇をぶっとばせ!?)                                                                     | #02, 1994    | #16, 1994     | Hiroyuki Miyazaki, Shinji Imaizumi                   |
| Bomber Girl | #07, 1994    | #17, 1994     | Niwano Makoto                                        |
| Suizan Police Gang (翠山ポリスギャング?)                                                                        | #08, 1994    | #28, 1994     | Shinobu Kaitani                                      |
| Jigoku Senshi Maō (地獄戦士魔王?)                                                                               | #09, 1994    | #38, 1994     | Makoto Karibe                                        |
| Kagemusha Tokugawa Ieyasu (影武者徳川家康?)                                                                     | #12, 1994    | #13, 1995     | Keniichirō Ryū, Tetsuo Hara, Shō Aikawa              |
| Ousama wa Roba ~Hattari Teikoku no Gyakushū~ (王様はロバ〜はったり帝国の逆襲〜?)                                | #17, 1994    | #52, 1996     | Kokichi Naniwa                                       |
| Capitan Tsubasa World Youth (キャプテン翼 太陽王子編/-ワールドユース編-?)                                       | #18, 1994    | #37-38, 1997  | Yōichi Takahashi                                     |
| Kenshin samurai vagabondo (るろうに剣心 -明治剣客浪漫譚-?, Rurōni Kenshin -Meiji Kenkaku Romance-)              | #19, 1994    | #43, 1999     | Nobuhiro Watsuki                                     |
| Manyūki ~Babā to Awarenage Boku-tachi~ (まんゆうき ～ばばあとあわれなげぼくたち～?)                             | #29, 1994    | #50, 1994     | Man☆gataro                                           |
| Fushigi Dōkitan (不可思議堂奇譚?)                                                                               | #30, 1994    | #39, 1994     | Koichi Endo                                          |
| Urutora★Eleven (うるとら★イレブン?)                                                                             | #31, 1994    | #41, 1994     | Tetsuya Watanabe, Tenya Gano                         |
| Yatsu no Na wa Maria (奴の名はMARIA?)                                                                           | #40, 1994    | #48, 1994     | Munenori Michimoto                                   |
| Tokyo Hanzai Monogatari -Bosatsu to Fudō- (東京犯罪物語 -菩薩と不動-?)                                          | #41, 1994    | #49, 1994     | Makoto Iwasaki, Ryūji Tsugihara                      |
| Bakudan | #42, 1994    | #08, 1995     | Akira Miyashita                                      |
| Rash!! | #43, 1994    | #09, 1995     | Tsukasa Hōjō                                         |
| Midori no Makibaō (みどりのマキバオー?)                                                                         | #50, 1994    | #09, 1998     | Tsunomaru                                            |
| Ninku Second Stage (NINKU -忍空- SECOND STAGE?)                                                                 | #51, 1994    | #38, 1995     | Koji Kiriyama                                        |
| Mind Assassin (MIND ASSASSIN?)                                                                                  | #52, 1994    | #59, 1995     | Hajime Kazu                                          |
| Hisoka♥Returns! (密♥リターンズ!?)                                                                               | #10, 1995    | #19, 1996     | Ken Yagami                                           |
| Jinnai Ryūjujutsu Butōden Majima-kun Suttobasu!! (陣内流柔術武闘伝 真島クンすっとばす!!?)                       | #11, 1995    | #08, 1998     | Makoto Niwano                                        |
| Genki Yade (元気やでっ?)                                                                                        | #14, 1995    | #24, 1995     | Mamoru Tsuchiya, Ryūji Tsugihara, Junji Yamamoto     |
| Ryusei il Temerario (猛き龍星?, Takeki Ryūsei)                                                                  | #21-22, 1995 | #48, 1995     | Tetsuo Hara                                          |
| Karakurizoshi Ayatsuri Sakon (人形草紙あやつり左近?)                                                            | #23, 1995    | #01, 1996     | Sharaku Marō, Takeshi Obata                          |
| Ryūdō no Sieg (竜童のシグ?)                                                                                     | #24, 1995    | #36-37, 1995  | Takashi Noguchi                                      |
| Shadow Lady | #31, 1995    | #02, 1996     | Masakazu Katsura                                     |
| Mōtōru Commando Guy (モートゥルコマンドーGUY?)                                                                  | #32, 1995    | #44, 1995     | Shinichi Sakamoto                                    |
| Hoshi wo Tsugu Mono (惑星をつぐ者?)                                                                             | #41, 1995    | #49, 1995     | Takanobu Toda                                        |
| Level E (レベルE?)                                                                                              | #42, 1995    | #03-04, 1997  | Yoshihiro Togashi                                    |
| Mizu no Tomodachi Kappaman (水のともだちカッパーマン?)                                                          | #45, 1995    | #30, 1996     | Masaya Tokuhiro                                      |
| Kaosu Kansōya (かおす寒鰤屋?)                                                                                   | #51, 1995    | #09, 1996     | Ton Ōkawara                                          |
| Sexy Commando Gaiden: Sugoiyo! Masaru-san (セクシーコマンドー外伝 すごいよ!!マサルさん?)                        | #52, 1995    | #40, 1997     | Kyosuke Usuta                                        |
| Wild Half | #03-04, 1996 | #52, 1998     | Yūko Asami                                           |
| Oni ga Kitarite (鬼が来たりて?)                                                                                 | #05-06, 1996 | #18, 1996     | Gin Shinga                                           |
| Makuhari (幕張?)                                                                                                | #11, 1996    | #49, 1997     | Yasuaki Kita                                         |
| Jinkōen-dan Shinshiroku (神光援団紳士録?)                                                                       | #12, 1996    | #29, 1996     | Yasuteru Iwada                                       |
| Diamond (ダイヤモンド?)                                                                                         | #21, 1996    | #39, 1996     | Yoshihiro Yanagawa                                   |
| K.O. Masatome (K.O.マサトメ?)                                                                                   | #22-23, 1996 | #40, 1996     | Shinnosuke Enda                                      |
| Hoshin Engi (封神演義?, Hōshin Engi)                                                                            | #28, 1996    | #47, 2000     | Ryu Fujisaki                                         |
| Doruhira (ドルヒラ?)                                                                                            | #32, 1996    | #46, 1996     | Yukihiro Inoue                                       |
| Shinri Sōsakan Kusagiki (心理捜査官 草薙葵?)                                                                    | #33, 1996    | #05-06, 1997  | Keiichirō Nakamaru, Mori Takashimi, Kaoru Tsugishima |
| Yu☆Gi☆Oh (遊☆戯☆王?)                                                                                            | #42, 1996    | #15, 2004     | Kazuki Takahashi                                     |
| Majojō ViVian (魔女娘ViVian?)                                                                                   | #49, 1996    | #43, 1997     | Yukata Takahashi                                     |
| Be Takuto!! ~Yaban Nare~ (BE TAKUTO!! ～野蛮なれ～?)                                                            | #50, 1996    | #19, 1997     | Takashi Noguchi                                      |
| Bastard!! (BASTARD!! -暗黒の破壊神-（背徳の掟編）?, Bastard!! -Destructive God of Darkness- (Corrupt Law Arc))  | #05-06, 1997 | #36-37, 2000  | Kazushi Hagiwara                                     |
| Watashi no Kaeru-sama (私のカエル様?)                                                                           | #10, 1997    | #22-23, 1997  | Yūki Nakajima                                        |
| Hanasaka Tenshi Tenten-kun (花さか天使テンテンくん?)                                                            | #11, 1997    | #30, 2000     | Kazumata Oguri                                       |
| Butsu Zone (仏ゾーン?)                                                                                          | #12, 1997    | #31, 1997     | Hiroyuki Takei                                       |
| I"s (I”S＜アイズ＞?)                                                                                            | #19, 1997    | #24, 2000     | Masakazu Katsura                                     |
| Wrestling With Momoko (Wrestling with もも子?)                                                                  | #20, 1997    | #39, 1997     | Masaya Tokuhiro                                      |
| Merry Wind (Merry Wind?)                                                                                        | #21, 1997    | #32, 1997     | Junji Yamamoto                                       |
| Joker | #32, 1997    | #47, 1997     | Kazutoshi Yamane                                     |
| Seikimatsu Leader-den Takeshi! (世紀末リーダー伝たけし!?)                                                       | #33, 1997    | #37-38, 2002  | Mitsutoshi Shimabukuro                               |
| One Piece | #34, 1997    | in corso      | Eiichirō Oda                                         |
| Cool -Rental Body Guard-                                                                                        | #40, 1997    | #07, 1998     | Takeshi Konomi                                       |
| Kirin ~The Last Unicorn~ (きりん ～The Last Unicorn～?)                                                         | #41, 1997    | #10, 1998     | Ken Yagami                                           |
| Cowa! | #48, 1997    | #15, 1998     | Akira Toriyama                                       |
| Meiryotei Gotoseijuro (明稜帝 梧桐勢十郎?)                                                                      | #52, 1997    | #52-53, 1999  | Hajime Kazu                                          |
| Ei-Row (画-ROW?)                                                                                                | #01, 1998    | #11, 1998     | Shōji Mizumoto                                       |
| Rookies | #10, 1998    | #39, 2003     | Masanori Morita                                      |
| Shōnen Tantei Q (少年探偵Q?)                                                                                    | #11, 1998    | #26, 1998     | Enjin, Gin Shinga                                    |
| Kappa Revolution (河童レボリューション?)                                                                        | #12, 1998    | #32, 1998     | Ishitori Yoshiyamate                                 |
| Whistle! (ホイッスル!? manga da cui è stato tratto l'anime conosciuto per la versione italiana come Dream Team) | #13, 1998    | #45, 2003     | Daisuke Higuchi                                      |
| Hunter × Hunter                                                                                                 | #14, 1998    | in corso      | Yoshihiro Togashi                                    |
| Shaman King (シャーマンキング?)                                                                                 | #31, 1998    | #40, 2004     | Hiroyuki Takei                                       |
| Kajika (カジカ?)                                                                                                | #32, 1998    | #44, 1998     | Akira Toriyama                                       |
| Base Boys | #33, 1998    | #51, 1998     | Makoto Niwano                                        |
| Boku wa Shōnen Tantei Dan♪♪ (僕は少年探偵ダン♪♪?)                                                               | #43, 1998    | #11, 1999     | Hiroshi Gamō                                         |
| Rising Impact (ライジングインパクト?)                                                                           | #52, 1998    | #12, 2002     | Nakaba Suzuki                                        |
| Shinkaigyo | #01, 1999    | #12, 1999     | Kanako Tanaka                                        |
| Hikaru no Go (ヒカルの碁?)                                                                                      | #02-03, 1999 | #22-23, 2003  | Yumi Hotta, Takeshi Obata, Yukari Umezawa            |
| Yamato Gensouki (邪馬台幻想記?)                                                                                 | #12, 1999    | #29, 1999     | Kentarō Yabuki                                       |
| Shūkyū-den: Field no Ookami FW Jin (-蹴球伝- フィールドの狼FW陣?)                                               | #13, 1999    | #30, 1999     | Yōichi Takahashi                                     |
| Daisuō -Dice King- (大好王 -ダイスキング-?)                                                                     | #14, 1999    | #31, 1999     | Munenori Michimoto                                   |
| Bushizawa Receive (武士沢レシーブ?)                                                                             | #18, 1999    | #40, 1999     | Kyosuke Usuta                                        |
| Mahhaheddo (マッハヘッド?)                                                                                      | #19, 1999    | #32, 1999     | Hidebu Takahashi                                     |
| Neko Majin (ネコマジン?)                                                                                        | 1999         | 2000          | Akira Toriyama                                       |
| Survibee (サバイビー?)                                                                                          | #31, 1999    | #51, 1999     | Tsunomaru                                            |
| Prince of Tennis (テニスの王子様?, Tennis no Ōjisama)                                                           | #32, 1999    | #14, 2008     | Takeshi Konomi                                       |
| Childragon | #33, 1999    | #45, 1999     | Keishin Azuma                                        |
| Zombie Powder (ゾンビパウダ?)                                                                                   | #34, 1999    | #11, 2000     | Tite Kubo                                            |
| Naruto (NARUTO―ナルト―?)                                                                                        | #43, 1999    | #50, 2014     | Masashi Kishimoto                                    |
| Romancers (Romancers?)                                                                                          | #44, 1999    | #12, 2000     | Yūko Asami                                           |

## Anni 2000
| Manga                                                                                       | Prima uscita | Ultima uscita | Mangaka                         |
| ------------------------------------------------------------------------------------------- | ------------ | ------------- | ------------------------------- |
| Bremen (無頼男 -ブレーメン-?)                                                               | #02, 2000    | #41, 2001     | Haruto Umezawa                  |
| Tsurrikīzu Pintarō (ツリッキーズピン太郎?)                                                  | #12, 2000    | #31, 2000     | Makura Shou, Takeshi Okano      |
| Sand Land                                                                                   | #23, 2000    | #36-37, 2000  | Akira Toriyama                  |
| Normandy Secret Club (ノルマンディーひみつ倶楽部?)                                          | #24, 2000    | #20, 2001     | Mikio Itou                      |
| Black Cat (ブラックキャット?)                                                               | #32, 2000    | #29, 2004     | Kentarō Yabuki                  |
| Kaiser Spike (カイゼルスパイク?)                                                            | #33, 2000    | #46, 2000     | Yusuke Takeyama                 |
| Rocket de Tsukinukero! (ロケットでつきぬけろ！?)                                            | #34, 2000    | #44, 2000     | Yuki                            |
| Pyū to fuku! Jaguar (ピューと吹く！ジャガー?)                                               | #38, 2000    | #38, 2010     | Kyosuke Usuta                   |
| Jūnjō Pine (純情パイン?)                                                                    | #47, 2000    | #09, 2001     | Namae Odama                     |
| Lilim Kiss (りりむキッス?)                                                                  | #48, 2000    | #21-22, 2001  | Mizuki Kawashita                |
| Bakabakashino! (バカバカしいの!?)                                                           | #49, 2000    | #10, 2001     | Hiroshino Gamō                  |
| Gun Blaze West                                                                              | #02, 2001    | #35, 2001     | Nobuhiro Watsuki                |
| Jūshin Ikaritorajiro (重臣 猪狩虎次郎?)                                                     | #11, 2001    | #34, 2001     | Tsunomaru                       |
| Bobobo-bo Bo-bobo (ボボボーボ・ボーボボ?, Bobobōbo Bōbobo)                                  | #12, 2001    | #50, 2005     | Yoshio Sawai                    |
| Mr. Fullswing                                                                               | #23, 2001    | #23, 2006     | Shinya Suzuki                   |
| Karasuman (鴉MAN?)                                                                          | #24, 2001    | #40, 2001     | Hajime Kazu                     |
| Magician² (魔術師²?)                                                                        | #35, 2001    | #51, 2001     | Takeshi Okano                   |
| Bleach (BLEACH ブリーチ?)                                                                   | #36-37, 2001 | #38, 2016     | Tite Kubo                       |
| I'm a Faker! (I'm A Faker！?)                                                               | #42, 2001    | #52, 2001     | Kazuya Yamamoto                 |
| Grand Vacan (グラン・バガン?)                                                               | #43, 2001    | #01, 2002     | Kazushige Yamada                |
| Mononoke! Nyantaro (もののけ!にゃんタロー?)                                                 | #51, 2001    | #11, 2002     | Kazumata Oguri                  |
| Sowaka (ソワカ?)                                                                            | #52, 2001    | #24, 2002     | Naoki Azuma                     |
| Sakuratetsu Taiwahen (サクラテツ対話篇?)                                                    | #01, 2002    | #21, 2002     | Ryu Fujisaki                    |
| Akkera Kanjinchō (あっけら貫刃帖?)                                                          | #11, 2002    | #22-23, 2002  | Yuki Kobayashi                  |
| 100% Fragola (いちご100%?, Ichigo 100%)                                                     | #12, 2002    | #35, 2005     | Mizuki Kawashita                |
| Shōnen Espa Nejime (少年エスパーねじめ?)                                                    | #13, 2002    | #33, 2002     | Namae Odama                     |
| Pretty Face (プリティフェイス?)                                                             | #24, 2002    | #28, 2003     | Yasuhiro Kano                   |
| Number 10                                                                                   | #25, 2002    | #34, 2002     | Yuki                            |
| Eyeshield 21 (アイシールド21?)                                                              | #34, 2002    | #29, 2009     | Riichirō Inagaki, Yūsuke Murata |
| Sword Breaker                                                                               | #35, 2002    | #51, 2002     | Haruto Umezawa                  |
| A•O•N                                                                                       | #44, 2002    | #01, 2003     | Munenori Michimoto              |
| Ultra Red                                                                                   | #45, 2002    | #29, 2003     | Nakaba Suzuki                   |
| Granada -Kyuukoku Kagaku Tankentai- (グラナダ -究極科学探検隊-?)                            | #01, 2003    | #16, 2003     | Mikio Itou                      |
| Tattoo Hearts                                                                               | #02, 2003    | #17, 2003     | Osamu Kajisa                    |
| Yamikami Kou ~Kurayami ni Dokkiri!~ (闇神コウ〜暗闇にドッキリ！〜?)                         | #18, 2003    | #35, 2003     | Kimiya Kaji                     |
| Santa! (★SANTA!★?)                                                                          | #19, 2003    | #31, 2003     | Kengo Kurando                   |
| Kicks Megamix (キックス メガミックス?)                                                      | #28, 2003    | #41, 2003     | Masayuki Kichikawa              |
| Gocchan desu!! (ごっちゃんです！！?)                                                        | #29, 2003    | #16, 2004     | Tsunomaru                       |
| Il guerriero alchemico (武装錬金?, Busō Renkin)                                             | #30, 2003    | #21-22, 2005  | Nobuhiro Watsuki                |
| Kanagawa Isonan Fūtengumi (神奈川磯南風天組?)                                               | #31, 2003    | #51, 2003     | Hajime Kazu                     |
| Sengoku Rappaden Sasori (戦国乱破伝サソリ?)                                                 | #41, 2003    | #52, 2003     | Tooru Uchimizu                  |
| Salabreddo to Yobanai de (サラブレッドと呼ばないで?)                                        | #42, 2003    | #02, 2004     | Takayo Hasegawa, Kouhei Fujino  |
| Kannade (神撫手?)                                                                           | #43, 2003    | #03, 2004     | Takeo Horibe                    |
| Death Note (デスノート?)                                                                    | #01, 2004    | #24, 2006     | Tsugumi Ohba, Takeshi Obata     |
| Gintama (銀魂-ぎんたま-?)                                                                   | #02, 2004    | #42, 2018     | Hideaki Sorachi                 |
| Live                                                                                        | #03, 2004    | #14, 2004     | Haruto Umezawa                  |
| Steel Ball Run (スティール・ボール・ラン?)                                                  | #08, 2004    | #47, 2004     | Hirohiko Araki                  |
| Gedo the Unidentified Mysterious Boy (未確認少年ゲドー?)                                    | #15, 2004    | #12, 2005     | Takeshi Okano                   |
| Muteki Tetsuhime Spin-chan (無敵鉄姫スピンちゃん?)                                          | #16, 2004    | #27, 2004     | Amon Dai                        |
| Shōnen Guardian (少年守護神?)                                                               | #17, 2004    | #28, 2004     | Naoki Azuma                     |
| Tutor Hitman Reborn! (家庭教師ヒットマンREBORN！?, Katekyo Hitman Reborn!)                  | #26, 2004    | #50, 2012     | Akira Amano                     |
| D.Gray-man (ディー・グレイマン?)                                                            | #27, 2004    | #22-23, 2009  | Katsura Hoshino                 |
| Chijō Saisoku Seishun Takkyu Pūyan (地上最速青春卓球少年ぷーやん?)                          | #28, 2004    | #41, 2004     | Kenichi Kiriki                  |
| Waq-Waq (WāqWāqワークワーク?)                                                               | #40, 2004    | #23, 2005     | Ryu Fujisaki                    |
| Muhyo and Roji's Bureau of Supernatural Investigation (ムヒョとロージーの魔法律相談事務所?) | #53, 2004    | #14, 2008     | Yoshiyuki Nishi                 |
| Yūto (ユート?)                                                                              | #11, 2005    | #32, 2005     | Yumi Hotta, Kei Kawano          |
| Nôgami Neuro investigatore demoniaco (魔人探偵脳噛ネウロ?, Majin Tantei Nōgami Neuro)       | #12, 2005    | #21, 2009     | Yūsei Matsui                    |
| Kain (カイン?)                                                                              | #24, 2005    | #43, 2005     | Tooru Uchimizu                  |
| Takaya -Senbu Gakuen Gekitōden- (タカヤ -閃武学園激闘伝-?)                                  | #25, 2005    | #12, 2006     | Yūjirō Sakamoto                 |
| Kirihōshi (切法師?)                                                                         | #26, 2005    | #44, 2005     | Yūki Nakajima                   |
| Mieru Hito (みえるひと?)                                                                    | #33, 2005    | #42, 2006     | Toshiaki Iwashiro               |
| Taizo Moteō Sāga (太臓もて王サーガ?)                                                        | #34, 2005    | #24, 2007     | Amon Dai                        |
| Beshari Kurashi (べしゃり暮らし?)                                                           | #44, 2005    | #30, 2006     | Masanori Morita                 |
| Ōdorobō Poruta (大泥棒ポルタ?)                                                              | #45, 2005    | #09, 2006     | Kazuki Kitashima                |
| Shinsetsu Bobobōbo Bōbobo (真説ボボボーボ・ボーボボ?)                                       | #03, 2006    | #31, 2007     | Yoshio Sawai                    |
| Tsugihagi Hyōryūsakka (ツギハギ漂流作家?)                                                   | #10, 2006    | #32, 2006     | Kōhei Nishi                     |
| Maison Du Penguin (メゾン・ド・ペンギン?)                                                   | #11, 2006    | #24, 2007     | Kōji Ōishi                      |
| Takaya -Yoake no Enjinō- (タカヤ -夜明けの炎刃王-?)                                         | #13, 2006    | #26, 2006     | Yūjirō Sakamoto                 |
| Nazo no Murasame-kun (謎の村雨くん?)                                                        | #20, 2006    | #43, 2006     | Mikio Itou                      |
| To Love-Ru (To LOVEる -とらぶる-?)                                                          | #21-22, 2006 | #40, 2009     | Saki Hasemi, Kentarō Yabuki     |
| M×0 (エム×ゼロ?)                                                                            | #23, 2006    | #25, 2008     | Yasuhiro Kano                   |
| Over Time (OVER TIME?)                                                                      | #33, 2006    | #52, 2006     | Yōichi Amano                    |
| Zan (斬?)                                                                                   | #34, 2006    | #52, 2006     | Naoya Sugita                    |
| P2! -Let's Play Pingpong!-                                                                  | #43, 2006    | #52, 2007     | Tatsuma Ejiri                   |
| Hand's (HAND'S -ハンズ-?)                                                                   | #44, 2006    | #01, 2007     | Yūichi Itakura                  |
| Blue Dragon RalΩGrad (BLUE DRAGON ラルΩグラド?)                                             | #01, 2007    | #32, 2007     | Tsuneo Takano, Takeshi Obata    |
| Corrector M&Y (神力契約者M&Y?)                                                              | #02, 2007    | #13, 2007     | Akira Akatsuki                  |
| Junbor Balutronica (重機人間ユンボル?)                                                      | #03, 2007    | #14, 2007     | Hiroyuki Takei                  |
| Samurai Usagi (サムライうさぎ?)                                                             | #14, 2007    | #33, 2008     | Teppei Fukushima                |
| Volleyball Tsukai Godago (バレーボール使い 郷田豪?)                                         | #15, 2007    | #39, 2007     | Ichiro Takahashi                |
| Boku no watashi no yusha gaku (ぼくのわたしの勇者学?)                                       | #24, 2007    | #35, 2008     | Shūichi Asō                     |
| Hitomi no Catoblepas (瞳のカトブレパス?)                                                    | #25, 2007    | #40, 2007     | Yasuki Tanaka                   |
| Belmonde Le VisiteuR (ベルモンド Le VisiteuR?)                                              | #32, 2007    | #51, 2007     | Shōei Ishioka                   |
| Sket Dance (スケット・ダンス?)                                                              | #33, 2007    | #32, 2013     | Kenta Shinohara                 |
| First Love Limited. (初恋限定。-ハツコイリミテッド-?, Hatsukoi Limited)                     | #44, 2007    | #26, 2008     | Mizuki Kawashita                |
| Psyren (PSYREN -サイレン-?)                                                                 | #01, 2008    | #52, 2010     | Toshiaki Iwashiro               |
| K.O.Sen                                                                                     | #02, 2008    | #15, 2008     | Katsutoshi Murase               |
| Muddy                                                                                       | #03, 2008    | #16, 2008     | Shō Aimoto                      |
| Shiritsu Poseidon Gakuen Koutoubu (私立ポセイドン学園高等部?)                               | #04-05, 2008 | 24, 2008      | Shinichirō Ōe                   |
| I signori dei mostri (ぬらりひょんの孫?, Nurarihyon no Mago)                                | #15, 2008    | #30, 2012     | Hiroshi Shībashi                |
| Bari Haken (バリハケン?)                                                                    | #16, 2008    | #52, 2008     | Shin'ya Suzuki                  |
| Double Arts (ダブルアーツ?)                                                                 | #17, 2008    | #41, 2008     | Komi Naoshi                     |
| Toriko (トリコ?)                                                                            | #25, 2008    | #51, 2016     | Mitsutoshi Shimabukuro          |
| Dogashi Kaden! (どがしかでん！?)                                                            | #28, 2008    | #40, 2008     | Kosuke Hamada                   |
| Bakuman. (バクマン。?)                                                                      | #37-38, 2008 | #21-22, 2012  | Tsugumi Ohba, Takeshi Obata     |
| Inumarudashi (いぬまるだしっ?)                                                              | #39, 2008    | #27, 2012     | Kōji Ōishi                      |
| Chagecha (チャゲチャ?)                                                                      | #42, 2008    | #49, 2008     | Yoshio Sawai                    |
| Asklepios (アスクレピオス?)                                                                 | #43, 2008    | #11, 2009     | Tōru Uchimizu                   |
| Meister (マイスター?)                                                                       | #01, 2009    | #12, 2009     | Kashi Kimaya                    |
| Kuroko's Basket (黒子のバスケ Kuroko no Basuke?)                                            | #02, 2009    | #40, 2014     | Tadatoshi Fujimaki              |
| Bokke-san (ぼっけさん?)                                                                     | #03, 2009    | #22-23, 2009  | Yoshiyuki Nishi                 |
| Beelzebub (べるぜバブ?)                                                                     | #13, 2009    | #13, 2014     | Ryuhei Tamura                   |
| Hoopmen (フープメン?)                                                                       | #14, 2009    | #31, 2009     | Kawaguchi Yukinori              |
| Medaka Box (めだかボックス?)                                                                | #24, 2009    | #22-23, 2013  | Nisio Isin, Akira Akatsuki      |
| Akaboshi - Ibun Suikoden (AKABOSHI -異聞水滸伝-?)                                           | #25, 2009    | #49, 2009     | Yōichi Amano                    |
| Anedoki (あねどきっ?)                                                                       | #32, 2009    | #07, 2010     | Mizuki Kawashita                |
| Kagijin (鍵人-カギジン-?)                                                                   | #33, 2009    | 50, 2009      | Yasuki Tanaka                   |
| Wasshoi! Waji Mania (わっしょい! わじマニア?)                                               | #34, 2009    | #51, 2009     | Satoshi Wajima                  |
| Uno shinigami in infermeria (保健室の死神?, Hokenshitsu no shinigami)                       | #41, 2009    | #29, 2011     | Shō Aimoto                      |
| Super Dog Rilienthal (賢い犬リリエンタール?)                                                | #42, 2009    | #23, 2010     | Daisuke Ashihara                |
| Nekowappa! (ねこわっぱ！?)                                                                  | #50, 2009    | #11, 2010     | Naoya Matsumoto                 |
| Shinseiki Idol Densetsu Kanata Seven Change (新世紀アイドル伝説 彼方セブンチェンジ?)        | #51, 2009    | #12, 2010     | Shūichi Asō                     |

## Anni 2010
| Manga | Prima Uscita | Ultima Uscita | Mangaka                           | Editore Italiano           |
| --- | ------------ | ------------- | --------------------------------- | -------------------------- |
| Lock On! (ロックオン?) | #12, 2010    | #30, 2010     | Kenta Tsuchida                    | Inedito                    |
| Il diario oscuro (詭弁学派、四ツ谷先輩の怪談?, Kiben Gakuha, Yotsuya-senpai no Kaidan)                                               | #13, 2010    | #31, 2010     | Haruichi Furudate                 | GP Publishing              |
| Metallica Metalluca (メタリカ·メタルカ?)                                                                                             | #24, 2010    | #41, 2010     | Teruaki Mizuno                    | Inedito                    |
| Shōnen Shikku (少年疾駆?) | #25, 2010    | #40, 2010     | Yūto Tsukuda                      | Inedito                    |
| SWOT (スウォット?) | #31, 2010    | #51, 2010     | Naoya Sugita                      | Inedito                    |
| Crazy Zoo (逢魔ヶ刻動物園?, Ōmagadoki Dōbutsuen)                                                                                     | #32, 2010    | #19, 2011     | Kōhei Horikoshi                   | Star Comics                |
| Enigma (エニグマ?, Eniguma) | #41, 2010    | #47, 2011     | Kenji Sakaki                      | Panini Comics              |
| Light Wing (ライトウィング?) | #42, 2010    | #12, 2011     | Hideo Shinkai                     | Inedito                    |
| Dois Sol (ドイソル?) | #11, 2011    | #28, 2011     | Katsutoshi Murase                 | Inedito                    |
| Märchen Ōji Grimm (メルヘン王子グリム?, Meruhen Ōji Gurimu)                                                                          | #12, 2011    | #30, 2011     | Kizuku Watanabe                   | Inedito                    |
| Magico (マジコ?) | #13, 2011    | #31, 2012     | Naoki Iwamoto                     | Edizioni BD                |
| Sengoku Armors (戦国ARMORS?) | #14, 2011    | #31, 2011     | Shōta Sakaki                      | Inedito                    |
| Kikai Banashi Hanasaka Ikkyū (奇怪噺 花咲一休?)                                                                                      | #23, 2011    | #38, 2011     | Kenta Komiyama, Yūya Kawada       | Inedito                    |
| St&rs (ST&RS -スターズ-?, Sutāzu) | #30, 2011    | #20, 2012     | Ryōsuke Takeuchi, Shō Miyokawa    | Inedito                    |
| Harisugawa nel paese degli specchi (鏡の国の針栖川?, Kagami no Kuni no Harisugawa)                                                   | #31, 2011    | #11, 2012     | Yasuhiro Kanō                     | RW Edizioni                |
| Kurogane (クロガネ?) | #39, 2011    | #10, 2013     | Haruto Ikezawa                    | Inedito                    |
| Nisekoi - False Love (ニセコイ?) | #48, 2011    | #36-37, 2016  | Naoshi Komi                       | Star Comics                |
| Genson! Kodai Seibutsu-shi Packy (現存!古代生物史パッキー?)                                                                          | #49, 2011    | #23, 2012     | Retsu                             | Inedito                    |
| Haikyu!! - L'asso del volley (ハイキュー!!?, Haikyū!!)                                                                               | #12, 2012    | #33-34, 2020  | Haruichi Furudate                 | Star Comics                |
| Pajama na Kanojo。 (パジャマな彼女。?)                                                                                               | #13, 2012    | #40, 2012     | Kōsuke Hamada                     | Inedito                    |
| Koisome Momiji (恋染紅葉?) | #23, 2012    | #51, 2012     | Tsugirou Sakamoto, Tadahiro Miura | Inedito                    |
| Saiki Kusuo no Ψ-nan (斉木楠雄のΨ難?)                                                                                                | #24, 2012    | #13, 2018     | Shūichi Asō                       | Inedito                    |
| Barrage (戦星のバルジ?, Sensei no Bulge)                                                                                             | #25, 2012    | #41, 2012     | Kōhei Horikoshi                   | Star Comics                |
| Koganeiro (こがねいろ?) | #27, 2012    | #29, 2012     | Takuma Yokota                     | Inedito                    |
| Assassination Classroom (暗殺教室?, Ansatsu Kyōshitsu)                                                                               | #31, 2012    | #16, 2016     | Yūsei Matsui                      | Panini Comics              |
| Takamagahara (タカマガハラ?) | #32, 2012    | #49, 2012     | Juuzou Kawai                      | Inedito                    |
| Retsu!! Date Senpai (烈!!!伊達先パイ?)                                                                                               | #41, 2012    | #11, 2013     | Shinsuke Kondou                   | Inedito                    |
| Cross・Manage (クロス・マネジ?) | #42, 2012    | #34, 2013     | Kaito                             | Inedito                    |
| Hungry Joker (ハングリージョーカー?)                                                                                                 | #50, 2012    | #24, 2013     | Yūki Tabata                       | RW Edizioni                |
| Shinmai Fukei Kiruko-san (新米婦警キルコさん?)                                                                                       | #51, 2012    | #25, 2013     | Masahiro Hirakata                 | Inedito                    |
| Food Wars! - Shokugeki no Soma (食戟のソーマ?)                                                                                       | #52, 2012    | #29, 2019     | Yūto Tsukuda, Shun Saeki          | RW Edizioni, Panini Comics |
| Koisuru Edison (恋するエジソン?) | #10, 2013    | #35, 2013     | Kizuku Watanabe                   | Inedito                    |
| World Trigger (ワールドトリガー?, Wārudo Torigā)                                                                                     | #11, 2013    | #52, 2018     | Daisuke Ashihara                  | Star Comics                |
| Soul Catchers | #24, 2013    | #31, 2014     | Hideo Shinkai                     | Inedito                    |
| Black Katana (無刀ブラック?) | #25, 2013    | #36, 2013     | Daijiro Nonoue                    | Inedito                    |
| Smoky B.B. (スモーキーB.B?) | #26, 2013    | #41, 2013     | Kenta Komiyama, Yuuya Kawada      | Inedito                    |
| Jaco the Galactic Patrolman (銀河パトロールジャコ?, Ginga Patrol Jako)                                                               | #33, 2013    | #44, 2013     | Akira Toriyama                    | Star Comics                |
| Kurokuroku (クロクロク?) | #35, 2013    | #52, 2013     | Atsushi Nakamura                  | Inedito                    |
| Hime Doll (ひめドル?) | #36, 2013    | #52, 2013     | Kazurō Kyō                        | Inedito                    |
| Hachi (ハチ?) | #42, 2013    | #12, 2014     | Yoshiyuki Nishi                   | Inedito                    |
| Cupid of Love Yakenohara Jin (恋のキューピッド 焼野原塵?)                                                                            | #43, 2013    | #12, 2014     | Tomohiro Hasegawa                 | Inedito                    |
| Isobe Isobee Monogatari (磯部磯兵衛物語?)                                                                                            | #47, 2013    | #46, 2017     | Ryou Nakama                       | Inedito                    |
| Iron Knight (アイアンナイト?, Airon Naitto)                                                                                          | #01, 2014    | #18, 2014     | Tomohiro Yagi                     | Inedito                    |
| Illegal Rare (ILLEGAL RARE イリーガル・レア?)                                                                                        | #11, 2014    | #41, 2014     | Hiroshi Shiibashi                 | Inedito                    |
| iShōjo (i・ショウジョ?) | #12, 2014    | #32, 2014     | Toshinori Takayama                | Inedito                    |
| Stealth Symphony (ステルス交境曲?)                                                                                                   | #13, 2014    | #33, 2014     | Yōichi Amano, Ryohgo Narita       | Inedito                    |
| Tokyo Wonder Boys (TOKYO WONDER BOYS トーキョーワンダーボーイス?)                                                                    | #14, 2014    | #24, 2014     | Kento Shimoyama, Tsunehiro Date   | Inedito                    |
| Hinomaru Sumo (火ノ丸相撲?, Hinomaru zumou)                                                                                          | #26, 2014    | #34, 2019     | Kawada                            | Inedito                    |
| My Hero Academia (僕のヒーローアカデミア?, Boku no Hīrō Akademia)                                                                    | #32, 2014    | #36-37, 2024  | Kōhei Horikoshi                   | Star Comics                |
| Mitsukubi Condor (三ツ首コンドル?)                                                                                                   | #33, 2014    | #49, 2014     | Ishiyama Ryou                     | Inedito                    |
| Yoakemono (ヨアケモノ?) | #34, 2014    | #50, 2014     | Shibata Yousaku                   | Inedito                    |
| Judōzu (ジュウドウズ?) | #41, 2014    | #08, 2015     | Shinsuke Kondou                   | Inedito                    |
| Hi-Fi Cluster (ハイファイクラスタ?)                                                                                                  | #42, 2014    | #09, 2015     | Ippei Gotou                       | Inedito                    |
| Sporting Salt | #43, 2014    | #10, 2015     | Yūto Kubota                       | Inedito                    |
| Moromono no Jijou (モロモノの事情?)                                                                                                  | #46, 2014    | #48, 2014     | Shun Numa                         | Inedito                    |
| Takujō no Ageha (卓上のアゲハ?) | #51, 2014    | #22-23, 2015  | Furuya Itsuki                     | Inedito                    |
| E-Robot | #52, 2014    | #12, 2015     | Ryōhei Yamamoto                   | Inedito                    |
| Gakkyū hotei (学糾法廷?) | #01, 2015    | #24, 2015     | Enoki Nobuaki, Takeshi Obata      |                            |
| Kagamigami (カガミガミ?) | #11, 2015    | #51, 2015     | Toshiaki Iwashiro                 | Inedito                    |
| Black Clover (ブラッククローバー?, Burakku Kurōbā)                                                                                   | #12, 2015    | #38, 2023     | Yūki Tabata                       | Panini Comics              |
| Kaizō ningen Rogī (改造人間ロギイ?)                                                                                                  | #13, 2015    | #24, 2015     | Yū Miki                           | Inedito                    |
| Ultra Battle Satellite | #14, 2015    | #31, 2015     | Yūsuke Utsumi                     | Inedito                    |
| Naruto gaiden: Nanadaime Hokage to akairo no hanatsuzuki (-ナルト- 外伝〜七代目火影と緋色の花つ月〜?)                                | #22-23, 2015 | #32, 2015     | Masashi Kishimoto                 | Panini Comica              |
| Sesuji wo pin! to kyougi dansu-bu e youkoso (背すじをピン!と〜鹿高競枝ダンス部へようこそ〜?)                                         | #24, 2015    | #11, 2017     | Takuma Yokota                     | Inedito                    |
| Lady Justice (レディ・ヅャスティス?)                                                                                                 | #25, 2015    | #41, 2015     | Ken Ogino                         | Inedito                    |
| Devily-man (デビリーマン?) | #26, 2015    | #42, 2015     | Kentaro Fukuda                    | Inedito                    |
| Best blue (ベストブルー?) | #33, 2015    | #52, 2015     | Masahiro Hirakata                 | Inedito                    |
| Mononofu (ものの歩?) | #42, 2015    | #34, 2016     | Haruto Ikezawa                    | Inedito                    |
| Samon-kun wa summoner (左門くんはサモナー?)                                                                                          | #43, 2015    | #27, 2017     | Shun Numa                         | Inedito                    |
| Buddy Strike (バディストライク?) | #51, 2015    | #10, 2016     | KAITO                             | Inedito                    |
| Ghost Inn - La locanda di Yuna (ゆらぎ荘の幽奈さん?, Yuragi-sō no Yūna-san)                                                          | #10, 2016    | #27, 2020     | Tadahiro Miura                    | Panini Comics              |
| Demon Slayer - Kimetsu no yaiba (鬼滅の刃?)                                                                                          | #11, 2016    | #24, 2020     | Koyoharu Gotōge                   | Star Comics                |
| Boruto: Naruto Next Generations (ＢＯＲＵＴＯ― ボルト ― ＮＡＲＵＴＯ ＮＥＸＴ ＧＥＮＥＲＡＴＩＯＮ―?)                                | #23, 2016    | #28, 2019     | Mikio Ikemoto, Ukyo Kodachi       | Panini Comics              |
| Takuan to Batsu no Nichijō Enma-chō (たくあんとバツの日常閻魔帳?)                                                                    | #24, 2016    | #44, 2016     | Kentaro Itani                     | Inedito                    |
| The Promised Neverland (約束のネバーランド?, Yakusoku no nebārando)                                                                  | #35, 2016    | #28, 2020     | Kaiu Shirai, Posuka Demizu        | Edizioni BD                |
| Love Rush! (ラブラッシュ!?) | #38, 2016    | #50, 2016     | Ryouhei Yamamoto                  | Inedito                    |
| Red Sprite (レッドスプライト?, Reddo Spuraitto)                                                                                      | #39, 2016    | #52, 2016     | Tomohiro Yagi                     |                            |
| Ibitsu no Amalgam (歪のアマルガム?)                                                                                                  | #45, 2016    | #12, 2017     | Ryō Ishiyama                      | Inedito                    |
| Spring Weapon Number One (青春兵器ナンバーワン?)                                                                                     | #46, 2016    | #14, 2018     | Tomohiro Hasegawa                 | Inedito                    |
| Demon's Plan (デモンズプラン?) | #51, 2016    | #12, 2017     | Yoshimichi Okamoto                | Inedito                    |
| Ole Golazo (オレゴラッソ?) | #52, 2016    | #13, 2017     | Takamasa Moue                     | Inedito                    |
| We Never Learn (ぼくたちは勉強ができない?, Bokutachi wa benkyō ga dekinai)                                                           | #10, 2017    | #03-04, 2021  | Taishi Tsutsui                    | Panini Comics              |
| U19 (U19?) | #11, 2017    | #28, 2017     | Kimura Yuji                       | Inedito                    |
| Poro no Ryuugakuki (ポロの留学記?)                                                                                                   | #12, 2017    | #29, 2017     | Gondaira Hitsuji                  | Inedito                    |
| Hungry Marie (腹ペコのマリー?, Harapeko no Marie)                                                                                    | #13, 2017    | #46, 2017     | Ryuuhei Tamura                    | Star Comics                |
| Dr. Stone (ドクターストーン?, Dokutā Sutōn)                                                                                          | #14, 2017    | #14, 2022     | Riichiro Inagaki, Boichi          | Star Comics                |
| Robot X Laserbeam (ロボレーザービーム?)                                                                                              | #16, 2017    | #30, 2018     | Tadatoshi Fujimaki                | Inedito                    |
| Shūdan! (シューダン!?) | #28, 2017    | #06, 2018     | Takuma Yokota                     | Inedito                    |
| Cross Account (クロスアカウント?) | #29, 2017    | #07, 2018     | Tsunehiro Date                    | Inedito                    |
| Tomatoypoo no Lycopene (トマトイプーのリコピン?)                                                                                     | #45, 2017    | #26, 2018     | Kōji Ōishi                        | Inedito                    |
| Full Drive (フルドライブ?) | #47, 2017    | #12, 2018     | Genki Ono                         | Inedito                    |
| Golem Hearts (ゴーレムハーツ?) | #48, 2017    | #12, 2018     | Gen Ōsuka                         | Inedito                    |
| Bozebeats | #07, 2018    | #20, 2018     | Hirano Ryōji                      | Inedito                    |
| Act-Age (アクタージュ act-age?, Akutāju)                                                                                             | #08, 2018    | #36-37, 2020  | Tatsuya Matsuki, Shiro Usazaki    | Edizioni BD                |
| Jujutsu kaisen - Sorcery Fight (呪術廻戦?)                                                                                           | #14, 2018    | #44, 2024     | Gege Akutami                      | Panini Comics              |
| Noah's Notes (ノアズノーツ?) | #15, 2018    | #38, 2018     | Haruto Ikezawa                    | Inedito                    |
| Ziga (ジガ-ziga-?) | #16, 2018    | #30, 2018     | Rokurō Sano, Kentarō Hidano       | Inedito                    |
| Momiji no Kisetsu (紅葉の棋節?) | #24, 2018    | #40, 2018     | Masayoshi Satoshō                 | Inedito                    |
| Kimi wo Shinrayku Seyo! (キミを侵略せよ!?)                                                                                           | #25, 2018    | #41, 2018     | Kazusa Inaoka                     | Inedito                    |
| Sōgō Jikan Jigyō Gaisha Daihyō Torishimariyaku Shachō Senzoku Hisho Tanaka Seiji (総合時間事業会社 代表取締役社長専属秘書 田中誠司?) | #30, 2018    | #50, 2018     | Keiji Amatsuka                    | Inedito                    |
| Alice to Taiyō (アリスと太陽?) | #31, 2018    | #51, 2018     | Takahide Totsuno                  | Inedito                    |
| Shishunki Renaissance! David-kun (思春期ルネサンス！ダビデ君?)                                                                       | #42, 2018    | #26, 2019     | Yuushin Kuroki                    | Inedito                    |
| I'm from Japan (ジモトがジャパン?, Jimoto ga Japan)                                                                                  | #42, 2018    | #26, 2019     | Seiji Hayashi                     | Inedito                    |
| THE COMIQ (?) | #46, 2018    | #52, 2018     | Takahashi Kiki                    | Inedito                    |
| Chainsaw Man (チェンソーマン?, Chensōman)                                                                                            | #01, 2019    | #02, 2021     | Tatsuki Fujimoto                  | Panini Comics              |
| ne0;lation (?) | #02, 2019    | #22-23, 2019  | Tomohide Hirao, Mizuki Yoda       | Inedito                    |
| Hell Warden Higuma (獄丁ヒグマ?) | #03, 2019    | #24, 2019     | Natsuki Hokami                    | Inedito                    |
| The Last Saiyuki (最後の西遊?, Saigo no Saiyuki)                                                                                     | #14, 2019    | #38, 2019     | Daijirō Nonoue                    | Inedito                    |
| Yui Kamio Lets Loose (神緒ゆいは髪を結い?, Kamio Yui wa Kami wo Yui)                                                                 | #15, 2019    | #52, 2019     | Hiroshi Shiibashi                 | Inedito                    |
| Samurai 8: La leggenda di Hachimaru (サムライ8 八丸伝?, Samurai Eito: Hachimaruden)                                                  | #24, 2019    | #17, 2020     | Masashi Kishimoto, Akira Okubo    | Panini Comics              |
| Double Taisei (ふたりの太星?, Futari no Taisei)                                                                                      | #25, 2019    | #52, 2019     | Kentaro Fukuda                    | Inedito                    |
| Beast Children (ビーストチルドレン?)                                                                                                 | #26, 2019    | #01, 2020     | Kento Terasaka                    | Inedito                    |
| Tokyo Shinobi Squad (トーキョー忍スクワッド?)                                                                                        | #27, 2019    | #02, 2020     | Yuki Tanaka, Kento Matsuura       | Inedito                    |
| Mission: Yozakura Family (夜桜さんちの大作戦?, Yozakura-san chi no daisakusen)                                                       | #39, 2019    | #08, 2025     | Hitsuji Gondaira                  | Edizioni BD                |
| Mitama Security: Spirit Busters (ミタマセキュ霊ティ?, Mitama Sekyureti)                                                              | #40, 2019    | #36-37, 2020  | Tsurun Hatomune                   | Inedito                    |
| Dr. Stone Reboot: Byakuya (Dr. STONE reboot:百夜ィ?, Dokutā Sutōn Ribūto: Byakuya)                                                   | #48, 2019    | #04-05, 2020  | Riichiro Inagaki, Boichi          | Star Comics                |

## Anni 2020
| Manga                                                                                      | Prima Uscita | Ultima Uscita       | Mangaka                          | Editore Italiano |
| ------------------------------------------------------------------------------------------ | ------------ | ------------------- | -------------------------------- | ---------------- |
| Zipman!!                                                                                   | #01, 2020    | #19, 2020           | Yusaku Shibata                   | Inedito          |
| Agravity Boys                                                                              | #02, 2020    | #05-06, 2021        | Atsushi Nakamura                 | Inedito          |
| Undead Unluck (アンデッドアンラック?, Andeddo Anrakku)                                     | #08, 2020    | #09, 2025           | Yoshifumi Tozuka                 | Panini Comics    |
| Mashle: Magic and Muscles (マッシュル-MASHLE-?, Masshuru)                                  | #09, 2020    | #31, 2023           | Hajime Kōmoto                    | Star Comics      |
| Majo no moribito (魔女の守人?)                                                             | #10, 2020    | #29, 2020           | Asahi Sakano                     | Inedito          |
| Raven Burai (レイブンブライ?)                                                              | #11, 2020    | #14, 2020           | Eiken Kobayashi                  | Inedito          |
| Harakiri Gomen ( ハラキリゴメン?)                                                          | #12, 2020    | #15, 2020           | Fusai Naba                       | Inedito          |
| Moriking (森林王者モリキング?, Shinrin Ōja Morikingu)                                      | #20, 2020    | #07, 2021           | Tomohiro Hasegawa                | Inedito          |
| Bone Collection (ボーンコレクション?, Bōn Korekushon)                                      | #21-22, 2020 | #38, 2020           | Jun Kirarazaka                   | Inedito          |
| Time Paradox Ghostwriter (タイムパラドクスゴーストライター?, Taimu Paradokusu Gōsutoraitā) | #24, 2020    | #39, 2020           | Kenji Ichima, Tsunehiro Date     | Star Comics      |
| Ayakashi Triangle (あやかしトライアングル?, Ayakashi Toraianguru)                          | #28, 2020    | #20, 2022           | Kentarō Yabuki                   | Star Comics      |
| Hakaishin Magu-chan (破壊神マグちゃん?)                                                    | #29, 2020    | #10, 2022           | Kei Kamiki                       | Inedito          |
| Shakunetsu no Nirai Kanai (灼熱のニライカナイ?)                                            | #30, 2020    | #29, 2021           | Ryūhei Tamura                    | Inedito          |
| Me & Roboco (僕とロボコ?, Boku to Roboko)                                                  | #31, 2020    | in corso            | Shūhei Miyazaki                  | Inedito          |
| Bunkiten ( ハラキリゴメン?)                                                                | #32, 2020    | #40, 2020           | Kazusa Inaoka                    | Inedito          |
| Burn the Witch                                                                             | #38, 2020    | in corso (in pausa) | Tite Kubo                        | Panini Comics    |
| Phantom Seer (仄見える少年?, Honomieru Shōnen)                                             | #39, 2020    | #18, 2021           | Tōgo Gotō, Kento Matsuura        | Star Comics      |
| High School Family: Kokosei Kazoku (高校生家族?, Kokosei Kazoku)                           | #40, 2020    | #12, 2023           | Ryō Nakama                       | Inedito          |
| Bokura no Ketsumei (ぼくらの血盟?)                                                         | #41, 2020    | #08, 2021           | Kazu Kakazu                      | Inedito          |
| Bugei Dougyou NERU (武芸道行 NERU?)                                                        | #42, 2020    | #45, 2020           | Hiraga Minya                     | Inedito          |
| Build King                                                                                 | #50, 2020    | #19, 2021           | Mitsutoshi Shimabukuro           | Inedito          |
| Sakamoto Days (サカモトデイズ?, Sakamoto Deizu)                                            | #51, 2020    | in corso            | Yuto Suzuki                      | Panini Comics    |
| The Elusive Samurai (逃げ上手の若君?, Nigejōzu no wakagimi)                                | #08, 2021    | in corso            | Yūsei Matsui                     | Panini Comics    |
| i tell c (アイテルシー?, Aiterushī)                                                        | #09, 2021    | #30, 2021           | Kazusa Inaoka                    | Inedito          |
| Witch Watch (ウィッチウォッチ?, Witchi Wotchi)                                             | #10, 2021    | in corso            | Kenta Shinohara                  | Star Comics      |
| Kowloons' Ball Parade (クーロンズ・ボール・パレード?, Kūronzu Bōru Parēdo)                 | #11, 2021    | #31, 2021           | Mikiyasu Kamada, Ashibi Fukui    | Inedito          |
| Blue Box (アオのハコ?, Ao no hako)                                                         | #19, 2021    | in corso            | Kōji Miura                       | Star Comics      |
| Ame no Furu (アメノフル?)                                                                  | #20, 2021    | #41, 2021           | Ippon Takegushi, Santa Mitarashi | Inedito          |
| The Hunters Guild: Red Hood (レッドフード?, Reddo Fūdo)                                    | #30, 2021    | #49, 2021           | Yūki Kawaguchi                   | Inedito          |
| Neru: Bugei Dōgyō (NERU-武芸道行-?)                                                        | #31, 2021    | #50, 2021           | Minya Hiraga                     | Inedito          |
| PPPPPP                                                                                     | #42, 2021    | #13, 2023           | Mapollo 3                        | Dynit            |
| Ayashimon (アヤシモン?)                                                                    | #50, 2021    | #26, 2022           | Yūji Kaku                        | Panini Comics    |
| Mamore! Shugomaru (守れ! しゅごまる?)                                                      | #51, 2021    | #27, 2022           | Daiki Ihara                      | Inedito          |
| Doron Dororon (ドロンドロロン?)                                                            | #52, 2021    | #39, 2022           | Gen Ōsuka                        | Inedito          |
| Chounouryokusha Inou-san.?' (超能力者いのうさん。?)                                        | #01, 2022    | #05-06, 2022        | Hisaka Tsubasa                   | Inedito          |
| Akane Banashi (あかね噺?)                                                                  | #11, 2022    | in corso            | Yūki Suenaga, Takamasa Moue      | Edizioni BD      |
| Chikyū no Ko (地球の子?)                                                                   | #12, 2022    | #40, 2022           | Hideo Shinkai                    | Inedito          |
| Sugoi Sumaho (すごいスマホ?)                                                               | #23, 2022    | #46, 2022           | Hiroki Tomisawa, Kentaro Hidano  | Inedito          |
| ALIENS AREA (エイリアンズ･エリア?)                                                         | #27, 2022    | #47, 2022           | Fusai Naba                       | Inedito          |
| RuriDragon (ルリドラゴン?, Ruridoragon)                                                    | #28, 2022    | in corso            | Masaoki Shindō                   | Star Comics      |
| Dai Tokyo Oniyomeden (大東京鬼嫁伝?)                                                       | #40, 2022    | #18, 2023           | Nakama Tadaichi                  | Inedito          |
| Ginka & Glüna (ギンカとリューナ?, Ginka to Ryüna)                                          | #41, 2022    | #19, 2023           | Shinpei Watanabe                 | Star Comics      |
| The Ichinose Family's Deadly Sins (一ノ瀬家の大罪?, Ichinose-ke no Taizai)                 | #50, 2022    | #49, 2023           | Taizan5                          | Panini Comics    |
| Angō gakuen no Iroha (暗号学園のいろは?)                                                   | #51, 2022    | #10, 2024           | NisiOisin, Iwasaki Yūji          | Inedito          |
| Ichigooki! Soujuuchuu (イチゴーキ！操縦中?)                                                | #52, 2022    | #20, 2023           | Seiji Hayashi                    | Inedito          |
| Jinzō Ningen 100 (人造人間100?)                                                            | #01, 2023    | #40, 2023           | Daisuke Enoshima                 | Inedito          |
| Tenmaku Cinema (テンマクキネマ?, Tenmaku Kinema)                                           | #19, 2023    | #41, 2023           | Shun Saeki, Yuto Tsukuda         | Inedito          |
| Kill Ao (キルアオ?, Kiru Ao)                                                               | #20, 2023    | in corso            | Tadatoshi Fujimaki               | Inedito          |
| Do Retry (ドリトライ?, Do Ritorai)                                                         | #23, 2023    | #42, 2023           | Jun Kirarazaka                   | Inedito          |
| Nue no Onmyōji (鶴の陰陽師?)                                                               | #24, 2023    | in corso            | Kōta Kawae                       | Inedito          |
| Asumi Kakeru (アスミカケル?)                                                               | #29, 2023    | #11, 2024           | Kawada                           | Inedito          |
| Ice-Head Gill (アイスヘッドギル?, Aisu Heddo Giru)                                         | #30, 2023    | #50, 2023           | Ikuo Hachiya                     | Inedito          |
| MamaYuyu (魔々勇々?, Mama Yūyū)                                                            | #41, 2023    | #19, 2024           | Yoshihiko Hayashi                | Inedito          |
| Kagurabachi (カグラバチ?)                                                                  | #42, 2023    | in corso            | Takeru Hokazono                  | Star Comics      |
| Two on Ice (ツーオンアイス?, Tsū on Aisu)                                                  | #43, 2023    | #20, 2024           | Elk Itsumo                       | Inedito          |
| Dr. STONE: 4D SCIENCE (ドクターストーン:4D SCIENCE?)                                       | #49, 2023    | #04-05, 2024        | Riichiro Inagaki, Boichi         | Star Comics      |
| Green Green Greens (グリーングリーングリーンズ?, Gurīn Gurīn Gurīnzu)                      | #52, 2023    | #28, 2024           | Kento Terasaka                   | Inedito          |
| Ruirui Senki (累々戦記?)                                                                   | #01, 2024    | #21, 2024           | Kento Amemiya                    | Inedito          |
| Chōjun! Chōjō senpai (超巡！超案先輩?)                                                     | #11, 2024    | #28, 2025           | Shun Numa                        | Inedito          |
| Dear Anemone (ディアアネモネ?)                                                             | #12, 2024    | #29, 2024           | Rin Matsui                       | Inedito          |
| Astro Royale (願いのアストロ?, Negai no Astro)                                             | #20, 2024    | #21, 2025           | Ken Wakui                        | Star Comics      |
| Kyokuto Necromance (極東ネクロマンス?, Kyokutou Necromance)                                | #21, 2024    | #40, 2024           | Fusai Naba                       | Inedito          |
| Cycle Biyori (さいくるびより?)                                                             | #24, 2024    | #41, 2024           | Kobayashi Omusuke                | Inedito          |
| Yokai Buster Murakami (妖怪バスター 村上?)                                                 | #29, 2024    | #50, 2024           | Daiki Ihara                      | Inedito          |
| Exorcist no Kiyoshi-kun (悪祓士の キヨシくん?)                                             | #30, 2024    | in corso            | Shoichi Usui                     | Inedito          |
| Himaten! (ひまてん!?)                                                                      | #32, 2024    | in corso            | Genki Ono                        | Inedito          |
| Madan no Ichi (魔男のイチ?)                                                                | #41, 2024    | in corso            | Osamu Nishi, Shiro Usazaki       | Inedito          |
| Shinobigoto (しのびこと?)                                                                  | #42, 2024    | in corso            | Takegushi Ippon, Mitarashi Santa | Inedito          |
| Hakutaku                                                                                   | #43, 2024    | #10, 2025           | Ishikawa Kouki                   | Inedito          |
| Syd Craft no saishū suiri (シド・クラフトの最終推理?, Shido Kurafuto no saishū suiri)      | #51, 2024    | #29, 2025           | Taishi Tsutsui                   | Inedito          |
| Embers (エンバーズ?, Enbāzu)                                                               | #10, 2025    | #30, 2025           | Kurumazagi Kei, Nishi Sotaro     | Inedito          |
| B no seisen (Bの星線?)                                                                     | #11, 2025    | #31, 2025           | Hayashi Morihiro                 | Inedito          |
| Nice Prison                                                                                | #21, 2025    | in corso            | Suganuma Tatsuya                 | Inedito          |
| Tomoshibi no Otr (灯火のオテル?, Tomoshibi no Oteru)                                       | #24, 2025    | in corso            | Yuki Tawaguchi                   | Inedito          |
| Harukaze Mound (ハルカゼマウンド?)                                                         | #29, 2025    | in corso            | Tōgo Gotō, Kento Matsura         | Inedito          |
| Kaedegami (カエデガミ?)                                                                    | #30, 2025    | in corso            | Jun Harukawa                     | Inedito          |
| Ekiden Bros (エキデンブロス?)                                                              | #31, 2025    | in corso            | Daiki Nono                       | Inedito          |
| Ping Pong (ピングポング/顰愚碰喰?)                                                         | #32, 2025    | in corso            | Yoshiharu Kataoka                | Inedito          |